# Declínio contemporâneo da biodiversidade mundial

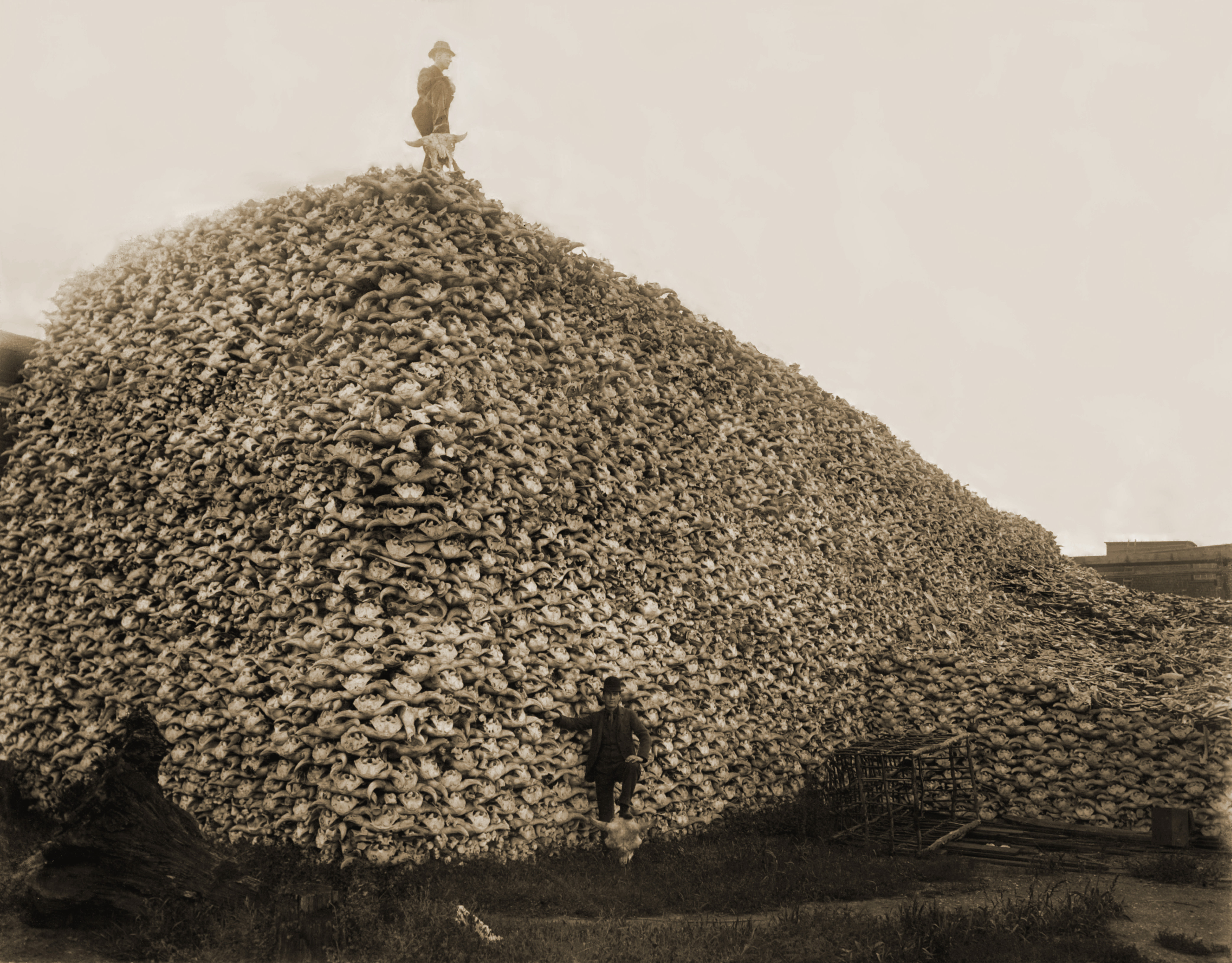
Pilha de crânios de bisontes-americanos à espera de serem triturados para uso como fertilizante. Os bisontes quase foram extintos no fim do século XIX devido à caça predatória, mas graças a uma série de programas de conservação a espécie se recuperou e já não se encontra ameaçada.

O declínio contemporâneo da biodiversidade mundial é um fenômeno que envolve a extinção ou significativa redução populacional de inúmeras espécies selvagens, bem como a destruição de ecossistemas em larga escala, e em anos recentes tem sido especialmente dramático na longa história da degradação ambiental causada pelo homem.
Os efeitos danosos da ação humana sobre a vida natural são antigos. Começaram a surgir na pré-história, se aprofundaram a partir da consolidação das civilizações e continuam a se fazer notar com impacto crescente, em particular desde fins do séculos XIX, quando a industrialização se intensificou e a população do mundo começou a se expandir exponencialmente. De fato, as causas básicas para o declínio são a explosão demográfica, impondo cada vez maior pressão sobre os ambientes e os recursos naturais, e um modelo de civilização e desenvolvimento caracterizado pela insustentabilidade, explorando agressiva e abusivamente a natureza. Isso é a origem das causas imediatas para as perdas, entre as quais estão a degradação de ecossistemas, a caça e pesca predatórias, a poluição e outras perturbações, que agem interativamente potencializando seus efeitos.
A biodiversidade íntegra e sadia é a fonte dos serviços ambientais oferecidos pela natureza, e que são vitais para a sociedade humana em uma infinidade de maneiras — como por exemplo provendo sustento, fertilizando os solos e protegendo-os da erosão, purificando as águas e o ar, regulando as chuvas e o clima em geral, fornecendo energia e uma multiplicidade de outros materiais e substâncias úteis — sem os quais a vida humana seria impossível. Também muito amiúde animais e plantas carregam fortes associações espirituais, folclóricas, artísticas e éticas com o homem, que lhes atribuiu ou encontrou neles poderes, inteligência, beleza, e mesmo sabedoria, e os reproduziu em sua arte, os viu em seus sonhos e falou com eles, aprendendo mistérios, e até os adorou como deuses. Disso deriva que o declínio da biodiversidade deve necessariamente prejudicar, como já prejudica, as pessoas de todo o mundo, seja direta ou indiretamente, em termos econômicos, políticos, culturais e sociais, e representa uma das maiores ameaças ambientais que o mundo hoje enfrenta, comprometendo também o futuro das novas gerações.
Muitos programas e acordos internacionais, nacionais e regionais já foram lançados para tentar reverter esse quadro altamente preocupante, com destaque para o estabelecimento da Convenção sobre a Biodiversidade como o principal fórum internacional de debates científicos, técnicos e políticos de alto nível, mas tem sido pouco diante da gravidade do problema, que piora a cada dia, e que apenas em termos econômicos tem gerado prejuízos exorbitantes em escala global, chegando à casa dos trilhões de dólares anuais. A despeito disso, das amplas e sólidas evidências científicas já acumuladas, e mesmo com a considerável publicidade que o tema vem ganhando, a sociedade em geral ainda não percebeu ou não compreendeu devidamente o valor da biodiversidade, não apenas para a natureza em si, mas também para a civilização. Se esta situação não mudar rápido, segundo advertem de modo enfático as maiores autoridades no assunto, em um período de tempo relativamente exíguo o mundo enfrentará uma crise de proporções gigantescas e nunca vistas, cujos primeiros sinais já são auto-evidentes, sem garantia de que poderá ser revertida.
No entanto, segundo as avaliações disponíveis, os custos do combate ao problema, mesmo em aparência altos, são pequenos em relação aos seus benefícios no longo prazo, e espera-se que o entendimento desta perspectiva possa estimular as instâncias oficiais e as comunidades em geral para que enfrentem juntas mais decididamente um desafio criado pelo próprio homem e que precisa de uma abordagem objetiva, honesta, vigorosa e imediata.

## Biodiversidade

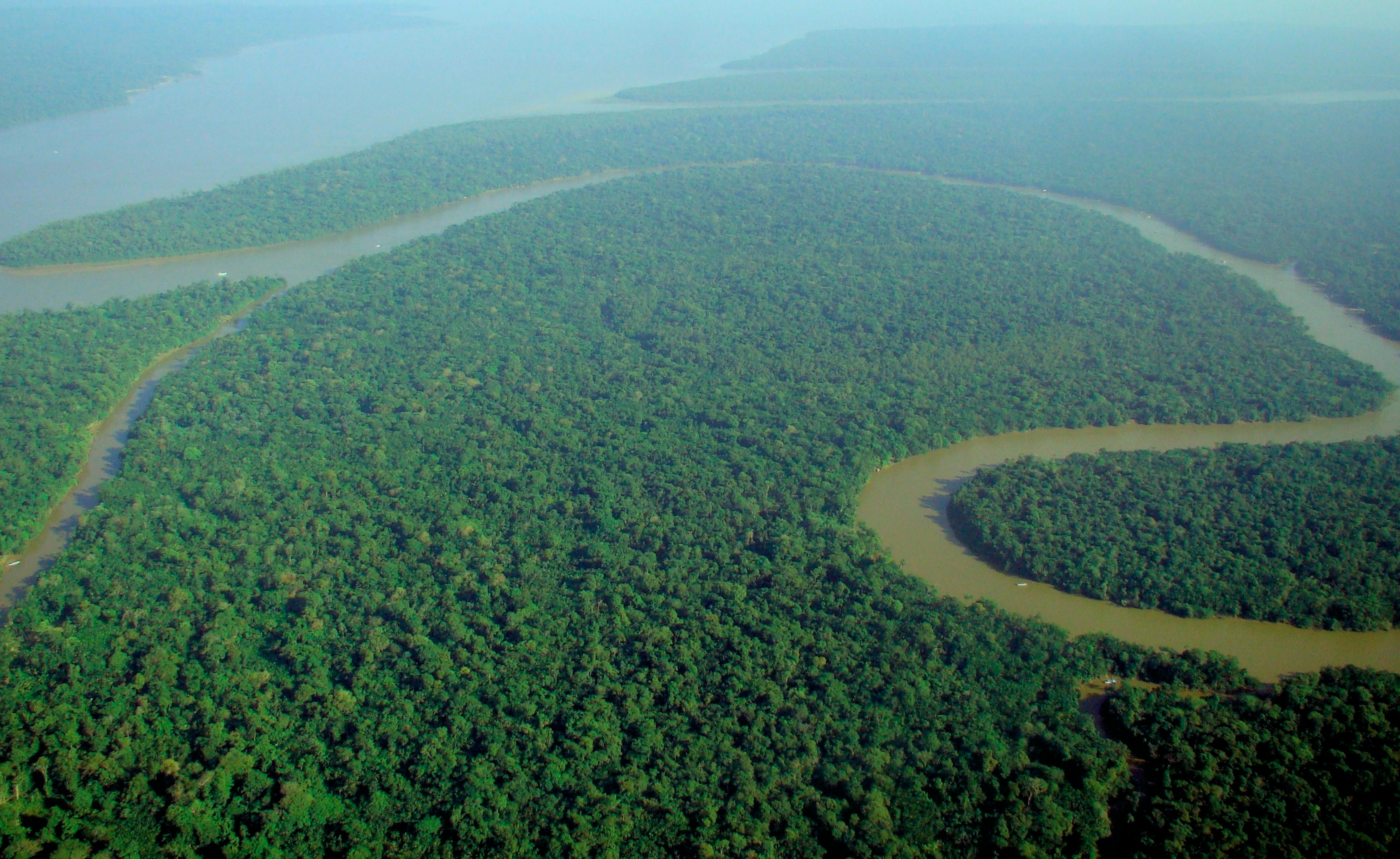
A floresta amazônica é um dos ecossistemas mais ricos em biodiversidade.

Na definição da Convenção sobre a Biodiversidade (doravante nomeada CB - ver nota:), biodiversidade é "a variabilidade entre organismos vivos de todas as origens, compreendendo, dentre outros, os ecossistemas terrestres, marinhos e outros ecossistemas aquáticos e os complexos ecológicos de que fazem parte, compreendendo ainda a diversidade dentro de espécies, entre espécies e de ecossistemas". O termo é também usado para se referir genericamente a todas as espécies e habitats de uma determinada região ou de todo o planeta. Apesar da amplitude do conceito, ainda segundo a CB, de costume ele é mais empregado em relação ao número de espécies.
Na perspectiva do tempo geológico, o processo de aparecimento de novas espécies ultrapassou o ritmo das extinções, com o resultado de o mundo ter hoje uma variedade de seres vivos ao que parece inédita na história do planeta, mas não é possível determinar quantas espécies existem na atualidade. Em primeiro lugar porque o conceito de espécie ainda é polêmico e mal delimitado, e, em segundo, porque as pesquisas já feitas conseguiram descrever ou estudar somente uma pequena proporção delas, permanecendo a maioria ainda não identificada ou mesmo inteiramente desconhecida, como prova a contínua "descoberta" de novas espécies pelos cientistas. As estimativas variam muitíssimo. A CB indica que cerca de 14 milhões de espécies podem estar vivendo na Terra; já os taxonomistas admitem até 100 milhões, e a Avaliação Ecossistêmica do Milênio cita que é frequente os pesquisadores aceitarem a hipótese de existir até 30 milhões somente de espécies eucariotas (possuidoras de células com núcleo bem definido). Do total, qualquer que seja ele, apenas cerca de 2 milhões já foram descritas e nomeadas, sem que isso signifique que foram completamente estudadas em todos os seus aspectos biológicos e comportamentais. Destarte, o campo é infinito, e apenas começa a ser explorado pela ciência.

## O declínio: síntese histórica e panorama atual

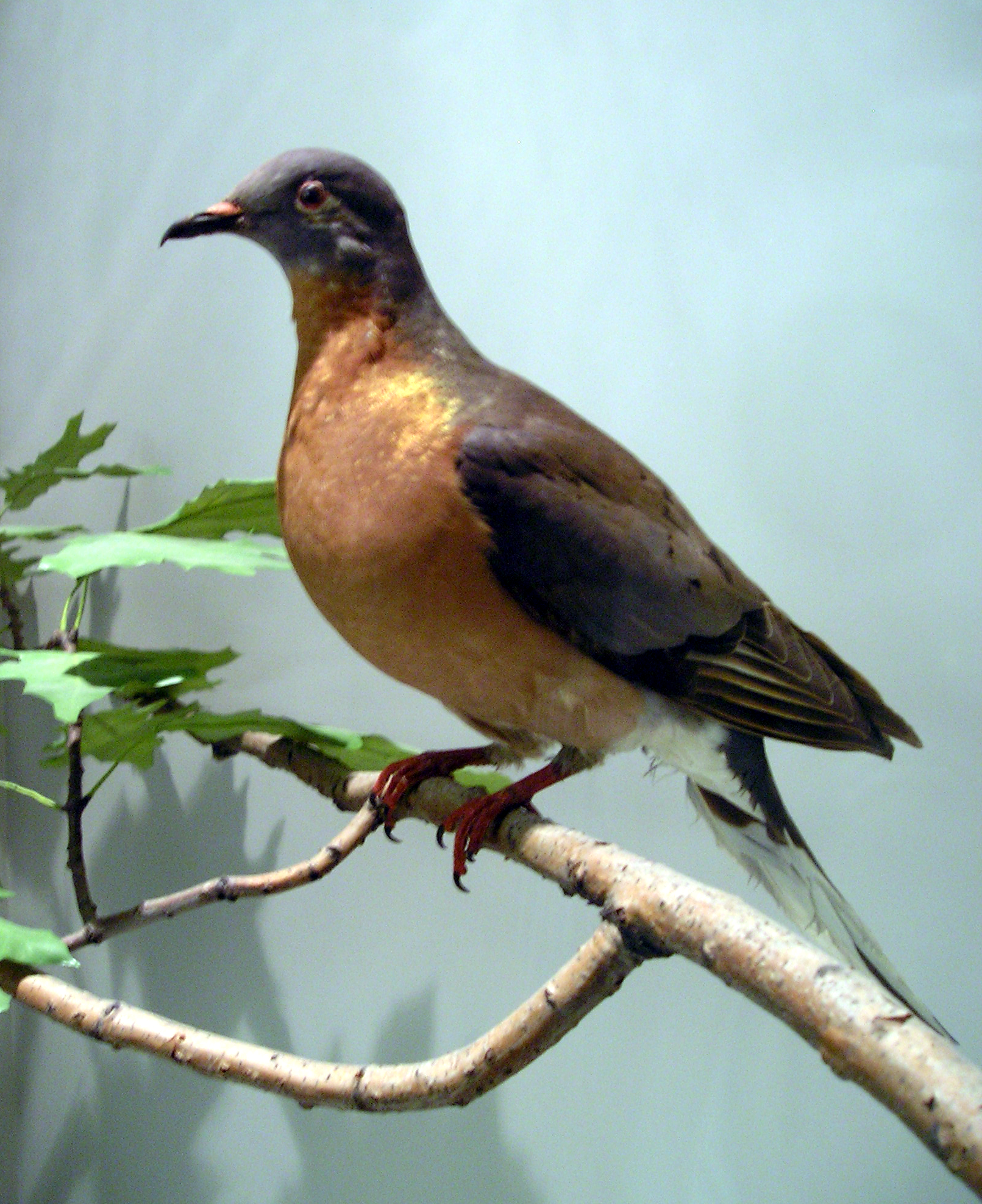
Exemplar empalhado da pomba-migratória, Royal Ontario Museum, Toronto. Em seu auge foi possivelmente a ave mais abundante do planeta, com uma população estimada em 3 a de indivíduos. Durante suas migrações, ao passarem pelas cidades, bandos de centenas de quilômetros de extensão escureciam os céus por dias inteiros. Em vista dessa vasta população, acreditava-se que jamais desapareceria, mas desapareceu em virtude da caça predatória e da rápida degradação do seu habitat pelo homem. O último bando, com cerca de 250 mil aves, foi exterminado em um único dia de caçada em 1896, deixando poucos sobreviventes, e o último exemplar conhecido morreu num zoológico em 1914, sem que sua reprodução fosse conseguida em cativeiro. A extinção da pomba-migratória se tornou uma das mais emblemáticas e dramáticas do processo de declínio da biodiversidade pela ação humana.

Extinções massivas de espécies e grandes declínios populacionais não são uma característica exclusiva de nosso tempo. A partir dos registros fósseis, acredita-se que na longa história da vida na Terra a maior parte das extinções ocorreu em um ritmo mais ou menos constante, permitindo definir uma média aproximada do tempo de vida de uma espécie, que oscilaria entre um e dez milhões de anos, mas aparentemente cinco grandes eventos pontuais levaram a imensas e rápidas perdas em biodiversidade, como o do período Permiano tardio, quando julga-se que desapareceram em torno de 90% das espécies do planeta. O episódio mais recente, apelidado "extinção K-T", ocorreu há aproximadamente 65 milhões de anos, sendo o mais popularmente conhecido, pois nele desapareceram os dinossauros. Enquanto que esses eventos foram sempre causados por fenômenos naturais cataclísmicos, o atual declínio acentuado, todavia, se deve apenas às atividades humanas.
Desde que o homem surgiu na Terra vem impactando negativamente o meio ambiente, provocando o desmatamento, degradando os solos, disseminando espécies invasoras por toda parte e destruindo ecossistemas, entre outros problemas ambientais antropogênicos (causados pelo homem). À medida que se consolidavam e expandiam as civilizações sedentárias, os impactos passaram a ser mais acentuados, redefinindo-se ambientes inteiros graças às intervenções humanas. Um dos resultados mais graves dessas intervenções é a extinção de grande número de espécies em praticamente todas as categorias taxonômicas principais, fenômeno conhecido como a "extinção em massa do Holoceno", ou a "sexta grande extinção", que iniciou após a última glaciação, há cerca de 11 mil anos atrás, e que continua até os dias de hoje, com tendência à aceleração.
Porém, é muito difícil determinar quando uma espécie é extinta, e ainda mais calcular quantas já se extinguiram ou prever quantas mais vão desaparecer, havendo largas possibilidades de erro e muita discordância entre os pesquisadores. Porém, números exatos são reconhecidamente impossíveis de obter. A extinção pode passar despercebida porque a espécie é desconhecida, pode não haver certeza se suas populações representam espécies separadas ou não, os dados disponíveis podem ser insuficientes ou contraditórios, os indivíduos podem ser pequenos demais para serem detectados sem procedimentos especiais, e todo o processo de extinção pode levar milhares de anos para se completar desde o início do declínio. Evidência positiva de extinção raramente é possível de obter, como quando se observa diretamente a morte do último indivíduo, e tipicamente só se dispõe de evidências negativas, no fracasso em se encontrar sobreviventes após buscas repetidas, quando a extinção é a explicação mais provável.
Mesmo com essas limitações importantes, calcula-se que de 300 a 350 espécies de vertebrados e cerca de 400 de invertebrados foram extintas por causa das atividades humanas nos últimos 400 anos, mas extrapolando-se esses números para todos os seres vivos, as perdas são seguramente muito maiores, podendo chegar aos vários milhares. As perdas históricas mais acentuadas se deram em regiões insulares, as mais vulneráveis a agressões. Este ritmo se acelerou rapidamente no século XX, agravando-se ainda mais a partir da segunda metade do século, em vista das agressões intensificadas ao ambiente nas regiões tropicais, mas a presente distribuição geográfica das extinções é muito desigual, sofrendo particularmente os hot-spots tropicais e subtropicais com altos níveis de endemismo e variedade biológica.

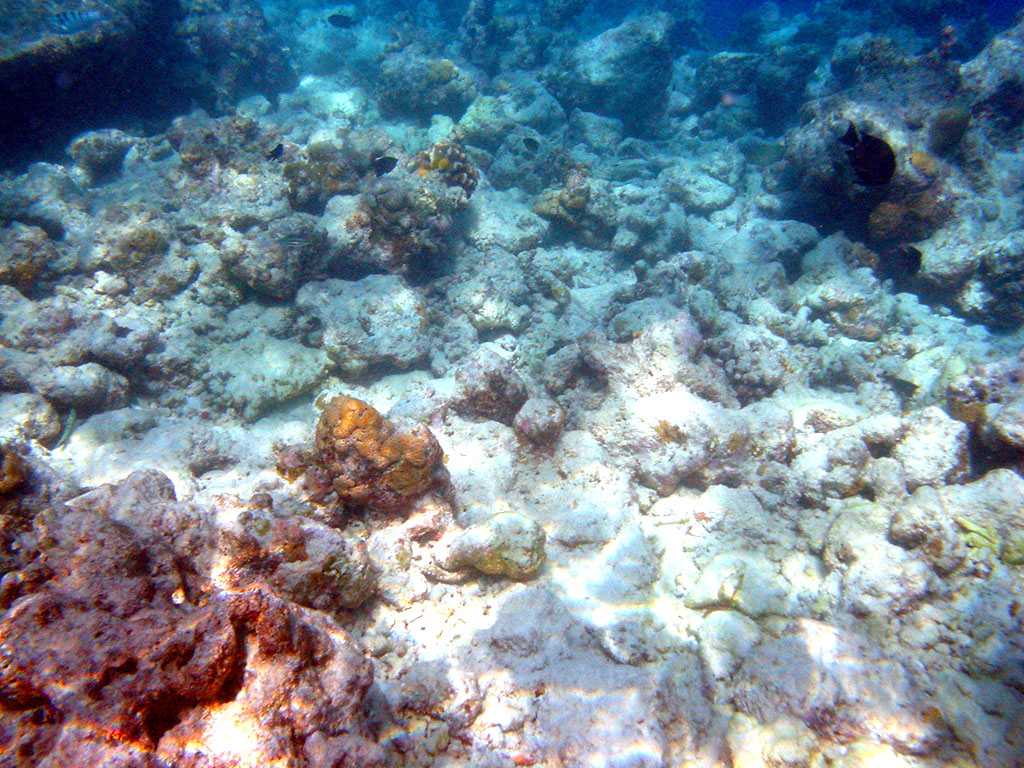
Recifes de coral mortos nas Ilhas Maldivas.

É preciso assinalar que espécies surgem, florescem e se extinguem naturalmente; de fato, é possível que somente cerca de 2 a 4% de todas as espécies que já surgiram ainda sobreviva, mas a presente taxa de extinções é de 100 a 200 vezes superior ao que seria esperado sem a interferência humana, de acordo com a CB. Alguns exemplos bastam para formarmos uma ideia do panorama geral: já foram perdidos 75% da variabilidade genética das plantas cultiváveis; cerca de 90% de todos os grandes peixes oceânicos desapareceram nos últimos 50 anos; estima-se que a abundância de insetos em todo o mundo em média tenha caído pela metade desde a década de 1970, e as perdas estão acelerando; no mesmo período as populações mundiais de vertebrados declinaram em 31%, com 60% de declínio nos trópicos, e 40% de todas as espécies de aves estão em declínio. Entre grupos selecionados de vertebrados, invertebrados e plantas, de 12 a 55% estão ameaçados de extinção. Em 2009 a União Internacional para a Conservação da Natureza (IUCN) avaliou 47.677 espécies, sendo que 36% foram consideradas ameaçadas de extinção, alguns grupos específicos em proporções muito mais altas. De 12.055 espécies de plantas avaliadas, 70% estavam ameaçadas. Os grupos em risco mais sério são os anfíbios e os corais tropicais; estes últimos estão em queda vertiginosa. Grande número de espécies, devido ao seu declínio populacional, já experimenta acentuada redução em sua variabilidade genética, tornando-as mais vulneráveis a doenças e pragas e prejudicando sua capacidade de se adaptarem às mudanças ambientais e climáticas em curso. As causas do declínio recente ou continuam inalteradas ou se agravam; dez dos quinze principais indicadores usados pela CB na avaliação de tendências se mostram desfavoráveis. Embora se registre vários casos isolados de reversão nesta tendência, isso não significa uma melhoria geral no quadro. As projeções são de que as perdas se acelerem.
O mais abrangente e completo levantamento sobre a biodiversidade global foi publicado em 2019 sob os auspícios da ONU, trazendo conclusões alarmantes. Segundo o documento, a natureza está sendo destruída em uma velocidade sem precedentes na história humana, o ritmo da destruição está acelerando, e nas palavras de sir Ribert Watson, presidente da entidade realizadora do relatório, isso significa que "estamos erodindo em todo o mundo as próprias bases das nossas economias, empregos, segurança alimentar, saúde e qualidade de vida. [...] As superabundantes evidências trazidas pelo IPBES Global Assessment pintam um quadro sinistro". Alguns dados são ilustrativos:
- 75% dos ecossistemas terrestres e 66% dos marinhos já foram "severamente alterados" pela ação humana.
- desde 1980 o consumo mundial de materiais aumentou 15%.
- desde 1970 a população humana mais que dobrou.
- desde 1980 as emissões de gases estufa dobraram.
- mais de 85% das terras úmidas foram perdidas.
- mais de 30% das florestas já foram perdidas.
- pelo menos 680 espécies de vertebrados foram extintas pelo homem desde o século XVI.
- desde 1970 o número de invasões por espécies exóticas aumentou 70%.
- 47% das espécies ameaçadas de mamíferos terrestres e 23% das espécies ameaçadas de aves estão a sendo prejudicadas pela mudança climática atual.
- 40% dos anfíbios estão ameaçados.
- mais de um terço da superfície terrestre do mundo está convertido em área de produção de alimentos (agricultura ou pecuária).
- as áreas urbanizadas dobraram desde 1992.
- a poluição por plástico aumentou dez vezes desde 1980.
- 60% dos estoques de peixes estão sendo explorados em seus níveis máximos e 33% explorados além do nível sustentável.
- a taxa atual de extinções é mais de dez vezes superior (possivelmente centenas de vezes superior) à média observada naturalmente nos últimos 30 milhões de anos, e está acelerando.
- todas as projeções para o futuro que não incluem uma transição para a sustentabilidade em larga escala indicam piora no quadro global.
- globalmente existe hoje um milhão de espécies ameaçadas pelo homem.
- metade das espécies ameaçadas não sobreviverão se seus habitats não forem recompostos.

A despeito das lacunas ainda existentes no conhecimento da biodiversidade, seus aspectos gerais já foram estabelecidos, permitindo formar-se com segurança três grandes conclusões, como afirmou a Avaliação do Milênio: "Houve e continuará havendo mudanças substanciais que são largamente negativas e largamente causadas pelo homem, essas mudanças são variadas – taxonomicamente, espacialmente e temporalmente – e essas mudanças são complexas, em vários aspectos".

## Causas do declínio

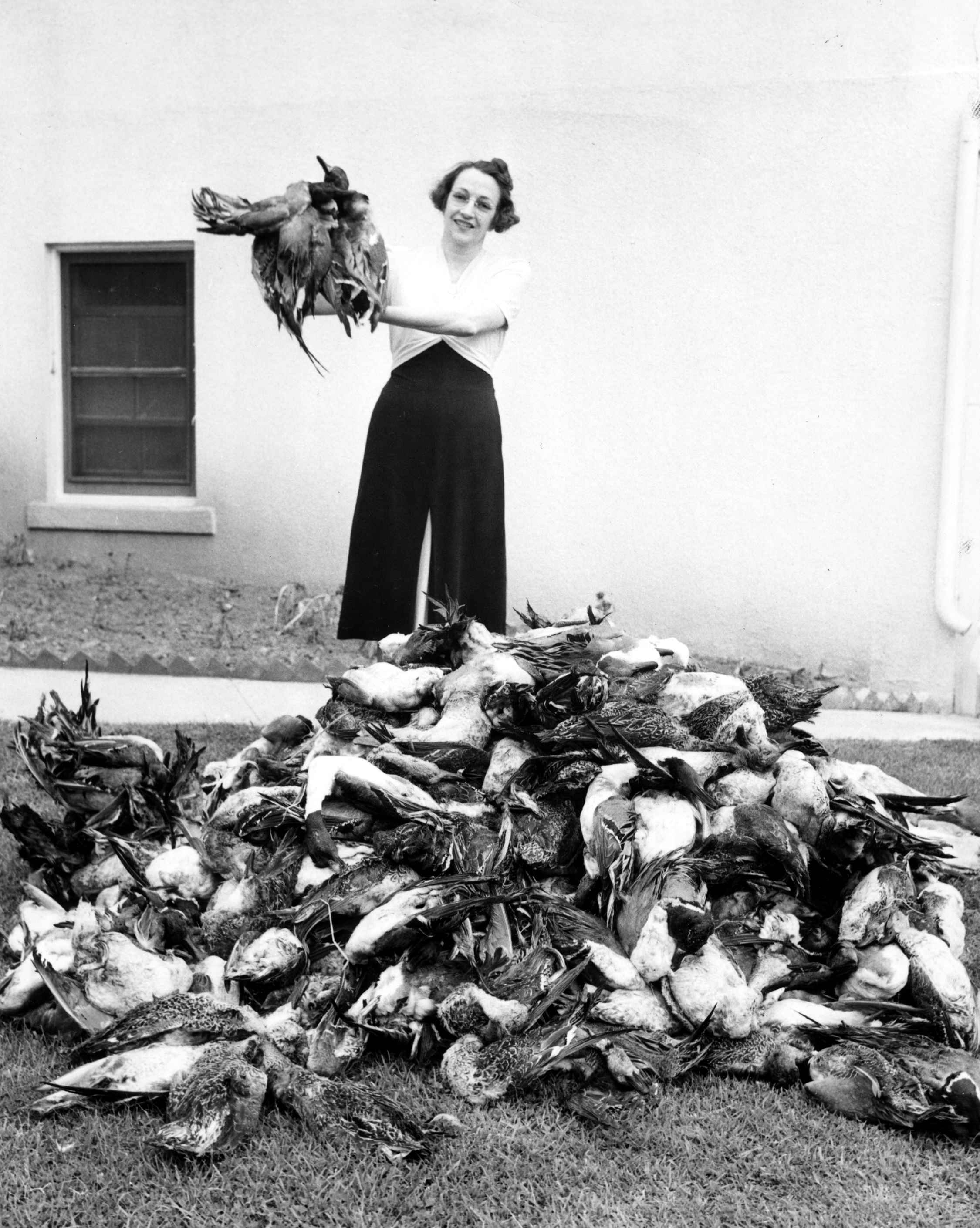
Caça predatória de aves aquáticas.

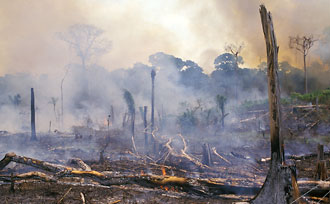
Queimada para abertura de novas áreas para agricultura, uma prática comum que provoca grande degradação ambiental.

A causa fundamental do declínio é a explosão demográfica, que impõe cada vez maior estresse ambiental de vários tipos. Em tempos passados as agressões humanas à natureza tendiam a ser dissimuladas e diluídas pela relativamente pequena amplitude das interferências no contexto global, mas de 1950 a 2011 a população do mundo passou de 2,5 bilhões * para 7 bilhões de pessoas, e em meados do século XXI deve chegar a 9 bilhões. Essa população em crescimento explosivo, impulsionado pelos avanços tecnológicos e científicos, contra um pano de fundo de uma economia de mercado agressiva e altamente competitiva numa cultura globalizada, com necessidades enormes, exige sempre mais espaço de habitação, infraestruturas, alimentos, energia e outros recursos, duplicando o consumo de 1966 para cá, mas usa mal esses recursos e os desperdiça à larga, se compraz em luxos desnecessários e poluiu todos os ecossistemas, deixando lixo até no espaço, numa cascata febril que tem levado mais de 60% dos serviços ambientais oferecidos pela natureza a um estado de exaustão, como disse o antigo Diretor-executivo do Programa das Nações Unidas para o Meio Ambiente, Klaus Töpfer. Sir David King, antigo conselheiro científico principal do governo do Reino Unido disse em 2006: "é auto-evidente que o crescimento maciço da população humana no século XX tem tido maior impacto sobre a biodiversidade do que qualquer outro fator isolado".
A explosão demográfica, com suas urgências ligadas à própria sobrevivência básica da espécie humana, mais os efeitos do desenvolvimento, mudaram radicalmente a face do planeta, repercutindo negativamente de várias formas sobre a biodiversidade, compondo as causas diretas do declínio. As principais, por ordem de importância, são (1) mudanças no uso da terra e da água; (2) exploração direta dos organismos; (3) as mudanças climáticas; (4) poluição; (5) a introdução de espécies exóticas invasoras.
A perda e degradação de habitats pelas mudanças no uso da terra e da água afeta o mundo todo e é a maior causa individual do declínio da biodiversidade. As florestas, que abrigam mais de 80% da biodiversidade de todos os ecossistemas terrestres, estão sendo intensivamente destruídas ou degradadas diariamente, com perdas mais acentuadas nos trópicos, exatamente onde a biodiversidade é mais rica. Entre 2000 e 2010, a área global de floresta primária (isto é, substancialmente intacta) diminuiu mais de 400 mil km². Outras áreas verdes, como as savanas e campos, também registram impactos em larga escala. Entre 2002 e 2008 o cerrado brasileiro, por exemplo, perdeu cerca de 14.000 km² a cada ano. As áreas verdes são afetadas pela retirada de madeira, pela coleta de espécimes para comércio, alimentação, pesquisas, obtenção de substâncias medicinais, frutos, fibras, óleos e resinas, e principalmente pela conversão do terreno à agricultura. Um frequente companheiro do desmatamento é a degradação dos solos, e hoje cerca de 1/4 dos solos do mundo já foram degradados, acentuando as perdas biológicas. Os sistemas aquáticos interiores, os rios, lagos e suas várzeas, são os que mais estão sendo prejudicados, devido a uma combinação de atividades humanas que incluem a drenagem para uso industrial e doméstico, a irrigação agrícola, a sobrecarga de nutrientes e poluentes, a invasão por espécies exóticas e o represamento de rios. Até 1985 entre 56% e 65% dos sistemas de águas interiores da Europa e América do Norte haviam sido drenados para uso agrícola, e 2/3 dos maiores sistemas fluviais do mundo já foram fragmentados pelo represamento. Ecossistemas costeiros e marinhos estão no mesmo caminho. Aproximadamente 80% dos estoques de peixes úteis ao homem sobre os quais existem dados seguros estão próximos do esgotamento, e os sistemas marinhos são os que têm menor área protegida. Embora haja alguns sinais de redução no ritmo da destruição de alguns ecossistemas, ela ainda é vasta e contínua, atestando o uso insustentável desses recursos.
As mudanças climáticas, notadamente o aquecimento global, são também um componente principal do presente declínio na biodiversidade. Os seres vivos precisam de condições climáticas relativamente estáveis para poderem sobreviver. Quando o clima muda, especialmente na velocidade em que isso está ocorrendo, muitas espécies não conseguem se adaptar a tempo para enfrentar a mudança, entram em declínio e se extinguem, uma ameaça que se torna mais aguda quando essas espécies são raras, vulneráveis ou vivem em ambientes isolados, como ilhas, que não possibilitam sua migração para áreas mais favoráveis. Outras são capazes de migrar, mas neste processo acabam invadindo territórios ocupados por outras espécies, que por sua vez passam a enfrentar grande competição, podendo também ser extintas ou ter suas populações reduzidas. Como exemplo, nos últimos 30 anos a tundra do Hemisfério Norte já teve cerca de 9 milhões de km² invadidos por espécies arbóreas e arbustivas oriundas de regiões temperadas em função do aquecimento da região ártica, fazendo recuar as espécies nativas para mais ao norte. No cenário atual, em que se espera uma progressão nas mudanças climáticas, este fator, dada sua universalidade e alta penetração, pode se tornar preponderante num futuro próximo, isoladamente ou em combinação com os outros, afetando virtualmente todos os seres vivos do planeta de maneiras impossíveis de prever com exatidão, com impacto generalizado. A IUCN considera que até 70% de todas as espécies conhecidas serão extintas se a temperatura média do mundo subir mais do que 3,5ºC, uma possibilidade real de acordo com alguns modelos teóricos, e que de acordo com as tendências atuais, se torna a cada dia mais provável, senão mesmo inevitável, como já pensam vários cientistas acreditados, diante da insensibilidade geral da sociedade para com o problema, desencadeando ampla redistribuição geográfica das espécies sobreviventes e profundas repercussões na sociedade.

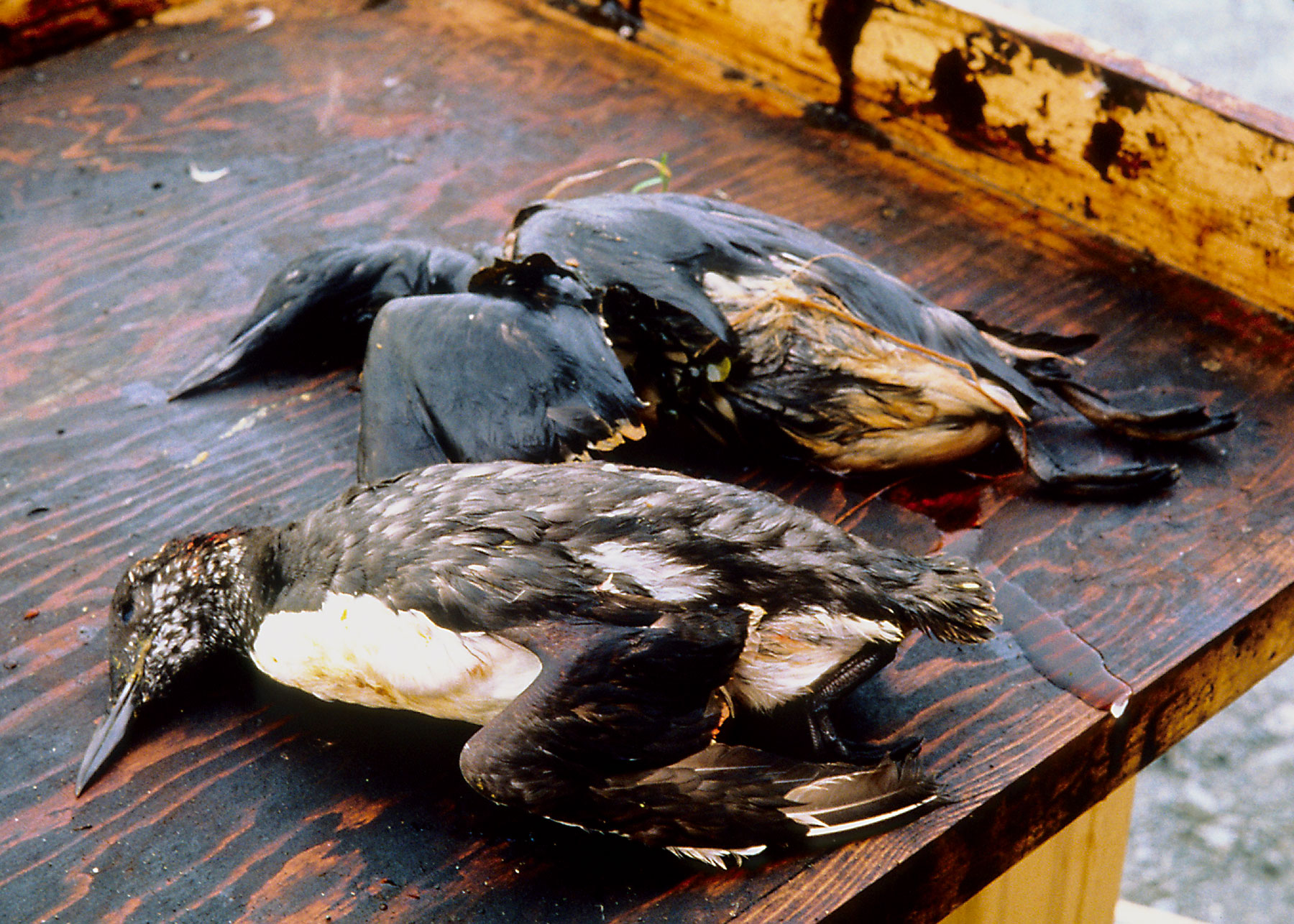
Aves mortas no derramamento de petróleo do navio-tanque Exxon Valdez no Ártico. A poluição é uma das grandes causas do declínio da biodiversidade.

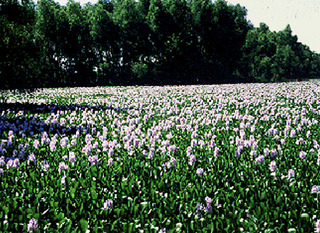
Aguapés cobrindo um lago nos Estados Unidos. Os aguapés, nativos da América do Sul, foram introduzidos em muitos países por causa do seu atraente efeito estético, e têm vários usos úteis ao homem, mas onde não encontram inimigos se tornam altamente invasivos. Sua proliferação é extremamente rápida, obstruindo rios, canais e tubulações, dificultando atividades de pesca, irrigação e navegação, e ao bloquearem a superfície das águas com sua compacta camada de folhas e caules flutuantes, afetam muitos outros organismos aquáticos.

O uso excessivo de fertilizantes, como os compostos de nitrogênio e fosfato, provoca intensa modificação na química dos solos e, por consequência, no equilíbrio ecológico subterrâneo, que é crucial para o sucesso das colheitas, conduzindo à necessidade sempre maior de fertilizantes para compensar a degradação. Além da poluição do solo, esses químicos se difundem pelo ambiente através da água das chuvas e contaminam o lençol freático subterrâneo, os lagos, rios e por fim o mar, alterando também nesses ambientes o equilíbrio natural pela excessiva oferta de nutrientes. Esta, por sua vez, promove a proliferação maciça de algas e outros microrganismos, o que pode levar à eutrofização das águas e à extinção ou declínio de espécies, entre elas muitas de alto valor econômico para o homem, como os peixes, moluscos e crustáceos. Outras formas de poluição, como os derrames de petróleo, a chuva ácida, o lixo, a Desoxigenação oceânica e a acidificação oceânica causadas pelas emissões antropogênicas de gás carbônico, entre outras, têm efeitos igualmente negativos, que se combinam e repercutem sistemicamente, provocando alterações profundas e às vezes irreversíveis no ambiente, além de serem a causa de um grande problema de saúde pública, afligindo o homem com inúmeras doenças e intoxicações.
As invasões por espécies exóticas são principalmente provocadas pelo homem, que leva espécies de valor econômico, social, afetivo ou cultural para toda parte, mas muitas delas invadem outras regiões carregadas pelas pessoas sem que estas o percebam, na forma de sementes, ovos ou esporos diminutos encontrados em roupas e objetos pessoais, ou vão ocultas em cargas, veículos, produtos naturais contaminados e outros meios. Uma invasão se caracteriza quando uma espécie exótica não encontra em seu novo ambiente inimigos naturais que controlem suas populações, que aumentam explosivamente e passam a prejudicar espécies nativas pela alteração nas características físicas, químicas e biológicas do ambiente, interferindo também no clima e em todos os serviços ambientais da região, que dependem do equilíbrio saudável dos ecossistemas. Essas alterações podem ser tão profundas que acabam por promover a extinção ou declínio de espécies nativas, ou as expulsam para novas áreas, se tornando elas também potencialmente invasoras. Todos os biomas da Terra já foram impactados de alguma forma por invasões.
Outros fatores destacados são a caça e pesca predatória, afetando especialmente os grandes mamíferos e os grandes peixes; o contrabando de espécimes vivos, como plantas ornamentais e animais de estimação, e por fim hábitos sociais, preconceitos culturais e religiosos e ideologias políticas que contribuem para a exploração da natureza de maneira destrutiva.

## Efeitos

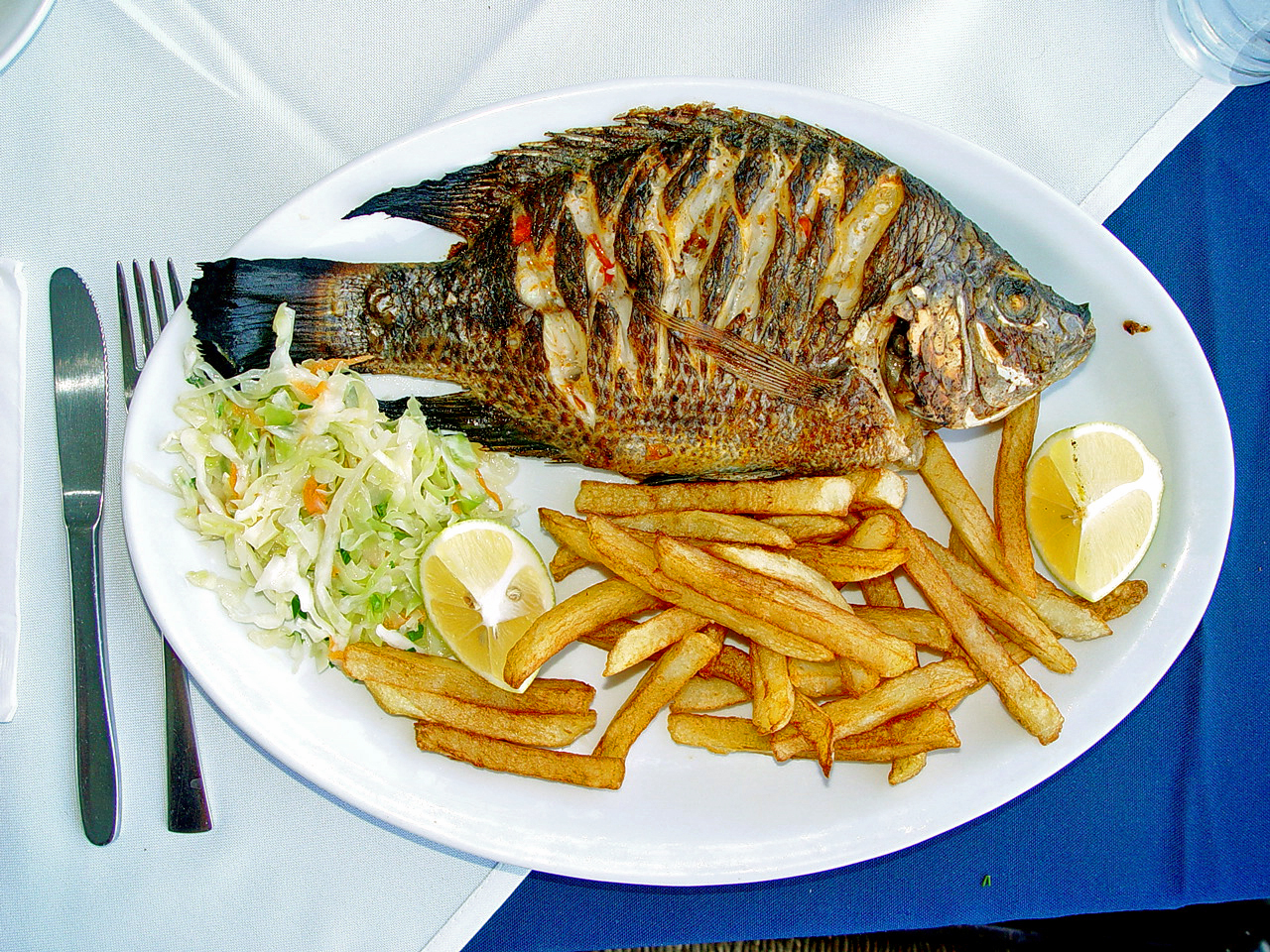
Um prato com peixe, batatas, limões e verduras, um exemplo da riqueza natural como fonte de sustento para o homem.

Uma biodiversidade rica e saudável é essencial para a manutenção do equilíbrio ecológico. A vida se mantém através de uma cadeia de inter-relações que une intimamente todos os seres vivos, relações que são funcionais, ou seja, atendem a uma necessidade vital, como por exemplo a relação predador-presa, ou podem ser estruturais, quando os próprios seres vivos definem características de seu ambiente físico, a exemplo das vastas estruturas calcárias criadas pelos corais a partir de seu próprio metabolismo, estruturas que acabam por atrair miríades de outros seres à procura de abrigo ou alimento, e que transformam a paisagem submarina. Nesta cadeia, da qual nenhuma criatura escapa, todos servem a alguma função e usam outros seres para atenderem a suas necessidades. O leão se alimenta de antílopes, os antílopes comem as ervas, e estas tiram seu sustento do solo fértil criado por microrganismos e vermes que decompõem os corpos de animais e plantas mortos; plantas precisam de animais para serem polinizadas e gerar sementes, e em troca o seu néctar alimenta seus polinizadores. Este esquema de interdependência se irradia em todas as direções. O problema ecológico e social da perda da biodiversidade é que quando uma espécie desaparece, ou sua população se torna tão pequena a ponto de deixar de cumprir sua função na natureza, há, naturalmente, consequências para outras espécies que dela dependiam para sobreviver. Estas espécies prejudicadas, entre as quais se inclui o homem, se não conseguem se adaptar à falta, podem vir a enfrentar grandes dificuldades também. O efeito se multiplica e progride em cascata, pois a cadeia relacional da natureza é tão intrincada e tão baseada na interdependência, que a perda de um único elo, em especial se ele desempenha uma função dominante, pode provocar o desarranjo e o empobrecimento qualitativo e quantitativo de todo o tecido vital de uma região, o que já foi documentado vezes sem conta pelos cientistas em variados ecossistemas terrestres e aquáticos. A partir de um início pontual, o ciclo da perda desencadeia repercussões distantes que podem ser de enorme amplitude, e difíceis de prever. Como o homem precisa inescapavelmente de uma infinidade de produtos, materiais, substâncias e outros benefícios que só os seres da natureza oferecem, chamados em conjunto serviços ambientais, quando eles faltam, o homem também sofre, e disso deriva a importância para a sociedade humana do declínio biológico e da degradação ambiental vividos contemporaneamente. Os serviços se dividem em quatro grupos principais:

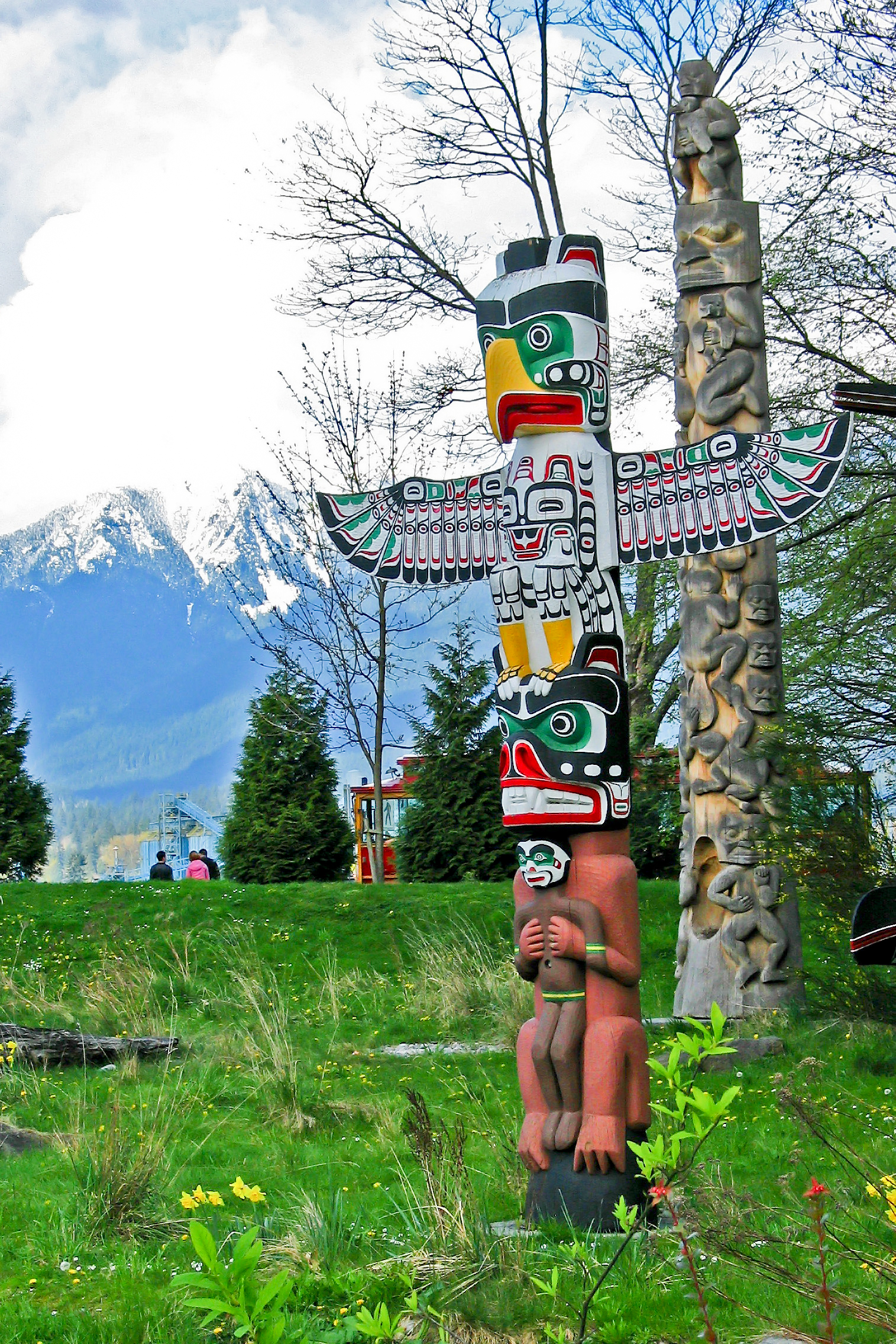
Totens em que se associam figuras de animais e seres humanos, uma tradição de tribos indígenas da América do Norte. Seu significado varia conforme a tribo, mas em geral assinalam eventos notáveis, relatam tradições e genealogias familiares ou sintetizam conceitos simbólicos.

- Serviços de provisão, beneficiando diretamente as pessoas, como a madeira das florestas, os animais e plantas usados na alimentação, as substâncias medicinais encontradas nos recursos naturais, elementos que possuem enorme valor econômico e social;[64][67]
- Serviços reguladores, incluindo a fixação do gás carbônico atmosférico na forma de biomassa, a purificação das águas e do ar, a regulação do regime de chuvas e do clima, o controle de pragas e doenças, a proteção contra desastres como deslizamentos de terra, erosão, inundações e tempestades, serviços que em regra são largamente subestimados quando não de todo desprezados nos planejamentos e avaliações econômicas;[64][67]
- Serviços culturais, que não oferecem benefícios diretamente mensuráveis, mas contribuem para elevar a qualidade de vida das populações e expandir seus horizontes, incluindo as associações espirituais de certos ecossistemas, como os bosques sagrados da Índia, e a beleza estética das paisagens, que fomentam o turismo e o bem-estar.[64][68][67] Além disso, muitos animais, plantas e lugares naturais são objeto de importantes afetos humanos, a natureza também é fonte de conhecimentos diversos, estimula o convívio social e a recreação, fundamenta tradições e folclores, é uma das bases da criatividade humana, é um motivo recorrente na produção artística, muitas comunidades e povos indígenas a têm como parte essencial de suas identidades culturais, e é objeto de interesse por si mesma.[30]
- Serviços de suporte, não diretamente ligados às pessoas, mas fundamentais para o bom funcionamento dos ecossistemas, como os processos de formação de solo fértil e de crescimento vegetal.[64][67]

Embora tais serviços não sejam bem quantificáveis financeiramente, isso não significa que sua perda seja desprovida de impacto, ao contrário, e o seu valor efetivo pode chegar a muitos trilhões de dólares anuais. Várias estimativas já tentaram colocar um valor monetário nesses serviços, a fim de que sua importância fique mais evidente. O Programa das Nações Unidas para o Desenvolvimento, por exemplo, quantificou o serviços ambientais providos pelos oceanos, calculando seu valor em 21 trilhões de dólares anuais, ao passo que os benefícios diretos tirados do mar, como a pesca e o turismo, ficam em 3 trilhões. Isso mostra que o prejuízo derivado da destruição do ambiente supera em muito os supostos benefícios. O Sub-secretário-geral da ONU e Diretor-executivo do Programa das Nações Unidas para o Meio Ambiente, Achim Steiner, afirmou que só as perdas e degradação de florestas podem representar um prejuízo de 4,5 trilhões * anuais, que poderia ser evitado com um investimento de apenas 45 bilhões, com um retorno de 100 para 1.
Ademais, como as causas do declínio atuam em interações complexas e intimamente encadeadas, sujeitas a inúmeras variáveis gerais e locais, em larga medida desconhecidas ou imprevisíveis, com efeitos às vezes distantes no tempo e no espaço, interferir no equilíbrio da natureza pode ser coisa extremamente arriscada. Diversos estudos já atestaram mudanças inesperadas em larga escala com a alteração de variáveis aparentemente insignificantes ou não diretamente relacionadas, a exemplo da erosão da costa norte do oceano Pacífico causada pela redução na população de lontras-marinhas, a explosão de macroalgas e desaparecimento de mais de 90% dos corais do Caribe por causa da pesca excessiva de peixe, e uma acentuada redução na produtividade e na qualidade nutricional dos campos de gramíneas nas Ilhas Aleutas como consequência da introdução de raposas-do-Ártico. Segundo a pesquisadora Sandra Díaz, que foi uma das coordenadoras setoriais da Avaliação do Milênio, em estudo com outros colegas conclui que, "baseados na evidência disponível, não temos condições de definir um nível seguro para as perdas na biodiversidade, e ainda não possuímos nenhum modelo teórico satisfatório para prever surpresas ecológicas".

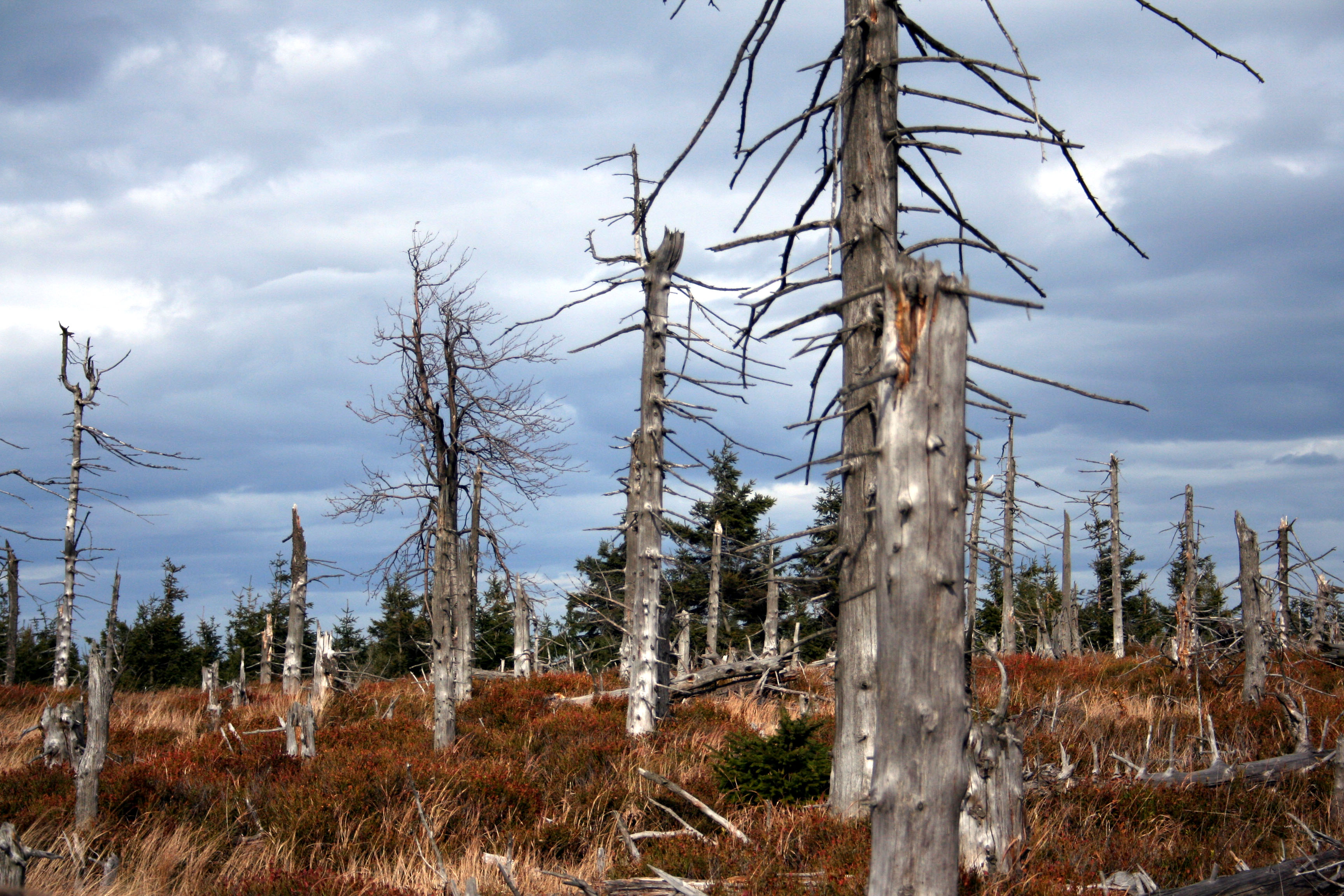
Destruição de uma floresta na Polônia pela chuva ácida, uma forma de poluição. Uma floresta nessas condições cessou de prover seus inestimáveis serviços ambientais.

A partir disso se torna facilmente perceptível a magnitude e complexidade do problema do declínio da biodiversidade e os custos que tais perdas podem gerar para o homem, prejudicando enormemente a economia global - cerca de 40% da economia depende, em uma relação direta, de produtos ou processos biológicos -, isso sem levarmos em conta as consequências indiretas e os danos à vida natural na Terra por si mesmos. Também é preciso destacar que o declínio, além de suas vastas consequências imediatas já descritas, é uma perda com efeitos de longuíssimo prazo. A atual biodiversidade da Terra é o resultado de 3,5 bilhões de anos de evolução. Após as extinções em massa de tempos pré-históricos, uma recuperação significativa da biodiversidade sempre levou muitos milhões de anos para acontecer, e nada autoriza pensar que o evento atualmente em curso vá ter um desenvolvimento diferente. O principal reflexo disto para as futuras gerações, com necessidades provavelmente muito maiores do que as atuais, é que elas terão de viver em um planeta cujos recursos naturais estarão drasticamente empobrecidos, cujo clima poderá ser bem diferente e mais desafiador, alterando todos os ecossistemas, os seus serviços ambientais e sistemas produtivos, e cujas espécies sobreviventes passarão, por longas eras, por um instável e imprevisível processo de adaptação e rearranjo geográfico generalizado e irreversível, com amplo predomínio de relativamente poucas espécies invasivas, cosmopolitas, pouco exigentes e muito adaptáveis, como os ratos, as baratas, os cães, gatos, pombos, pinheiros e eucaliptos, e com grande tendência à homogeneização dos ecossistemas. Neste cenário, pode-se prever, sem grandes dúvidas, graves problemas sociais num futuro não muito distante, talvez em apenas cem anos, se a tendência continuar como está. Steiner concluiu dizendo:
"A arrogância da humanidade é que, de alguma forma, imaginamos que podemos sobreviver sem a biodiversidade, ou que ela é, de algum modo, periférica: a verdade é que precisamos dela mais do que nunca em um planeta ... encaminhando-se para mais de nove bilhões de pessoas até 2050".

## Prevenção e mitigação

### Filosofia, ética e direito
Após o fim da II Guerra Mundial começou a se tornar visível no horizonte uma profunda crise ambiental em rápida aproximação. Desde lá a comunidade científica, as academias e as elites políticas passaram a dedicar uma atenção mais concentrada ao assunto, que também ganhou as ruas e as mídias nas primeiras manifestações importantes do movimento ecológico nascente. Foram estabelecidos programas de preservação, foram criadas inúmeras áreas protegidas, surgiram partidos políticos verdes, o ativismo popular cresceu e absorveu uma considerável base científica, a legislação protecionista se multiplicou imenso, o tema até foi integrado ao currículo escolar básico em muitos países, e os governos do mundo estabeleceram diversas convenções internacionais com o objetivo de enfrentar o desafio.

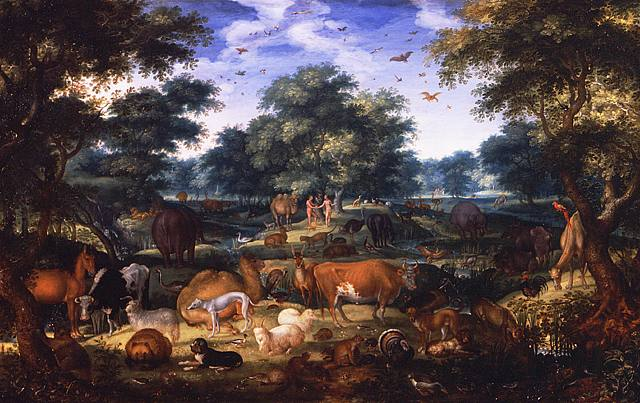
Jardim do Éden, pintura de Jacob Savery, o Velho. No mito cristão da Criação do Homem a natureza é mostrada como obra divina, perfeita, rica e harmoniosa, mas cujo domínio foi entregue ao homem. Corrompido pela ambição, vaidade e rebeldia, ele caiu em pecado e foi condenado a deixar para trás aquele paraíso, passando a viver uma vida cheia de dificuldades.

A ciência tem constatado que muitos animais superiores sofrem, apresentam elevada inteligência e algum nível de autoconsciência, e podem ter alguma vida emocional. Inúmeros outros seres possivelmente são dotados de alguma forma de sensibilidade ao sofrimento e maus tratos, além de possuírem capacidades sensoriais ainda mal conhecidas e sem paralelos entre as dos humanos. Alguma sensibilidade semelhante, outros supõem, as plantas também podem ter. Estudos e mesmo a evidência empírica indicam que as plantas, embora desprovidas de um sistema nervoso, possuem uma capacidade de "mapear" o seu ambiente através de receptores sensíveis a substâncias químicas, à luz, ao calor, à umidade e a estímulos táteis, capacidades que as fazem reagir e se adaptar ao meio. Esses dados, que se acumulam em anos recentes, também atualizaram uma questão ética que já vinha sendo debatida há muito tempo por filósofos, religiosos e legisladores, que fora expressa já em 1972 na Declaração de Estocolmo, adotada pela ONU, e que ficou perfeitamente clara a partir da elaboração da CB: "Temos o direito de destruir a biodiversidade?" Embora durante longos séculos a natureza tenha sido entendida predominantemente como um bem a ser explorado ao arbítrio do homem, existindo apenas para servi-lo, e embora a soberania nacional e a propriedade privada sejam princípios reconhecidos universalmente — e, por conseguinte, ainda que nenhuma entidade jurídica "possua" a biodiversidade, os organismos que vivem sob sua jurisdição em regra continuam, para todos os efeitos, sua posse exclusiva, assim como o são os objetos inanimados —, para muitos, a resposta àquela pergunta é: "Não". E esta negativa foi ratificada tanto na CB, que reconheceu o valor intrínseco da natureza e de sua variedade, como em outras convenções e compromissos internacionais, como a Declaração do Rio, a Agenda 21 e a Carta da Terra. A Declaração de Estocolmo, por exemplo, afirma que o homem tem "a responsabilidade especial de salvaguardar e manejar sabiamente o patrimônio da vida selvagem e seus habitats, que estão atualmente em grave perigo", e a Carta da Terra, elaborada durante a conferência Rio 92 e adotada pela UNESCO em 2002 como um código de ética global, recebendo a adesão de mais de 4.500 organizações governamentais e internacionais, chega a dizer explicitamente que "a proteção da vitalidade, diversidade e beleza da Terra é um dever sagrado". É interessante assinalar, conforme a análise de Cyrille de Klemm, que o Direito Internacional, ainda que não atribua individualidade jurídica a outros seres além da pessoa humana e não lhes ofereça os correspondentes instrumentos protetores, se encaminha para conceder em alguma medida um estatuto jurídico para cada espécie em separado.

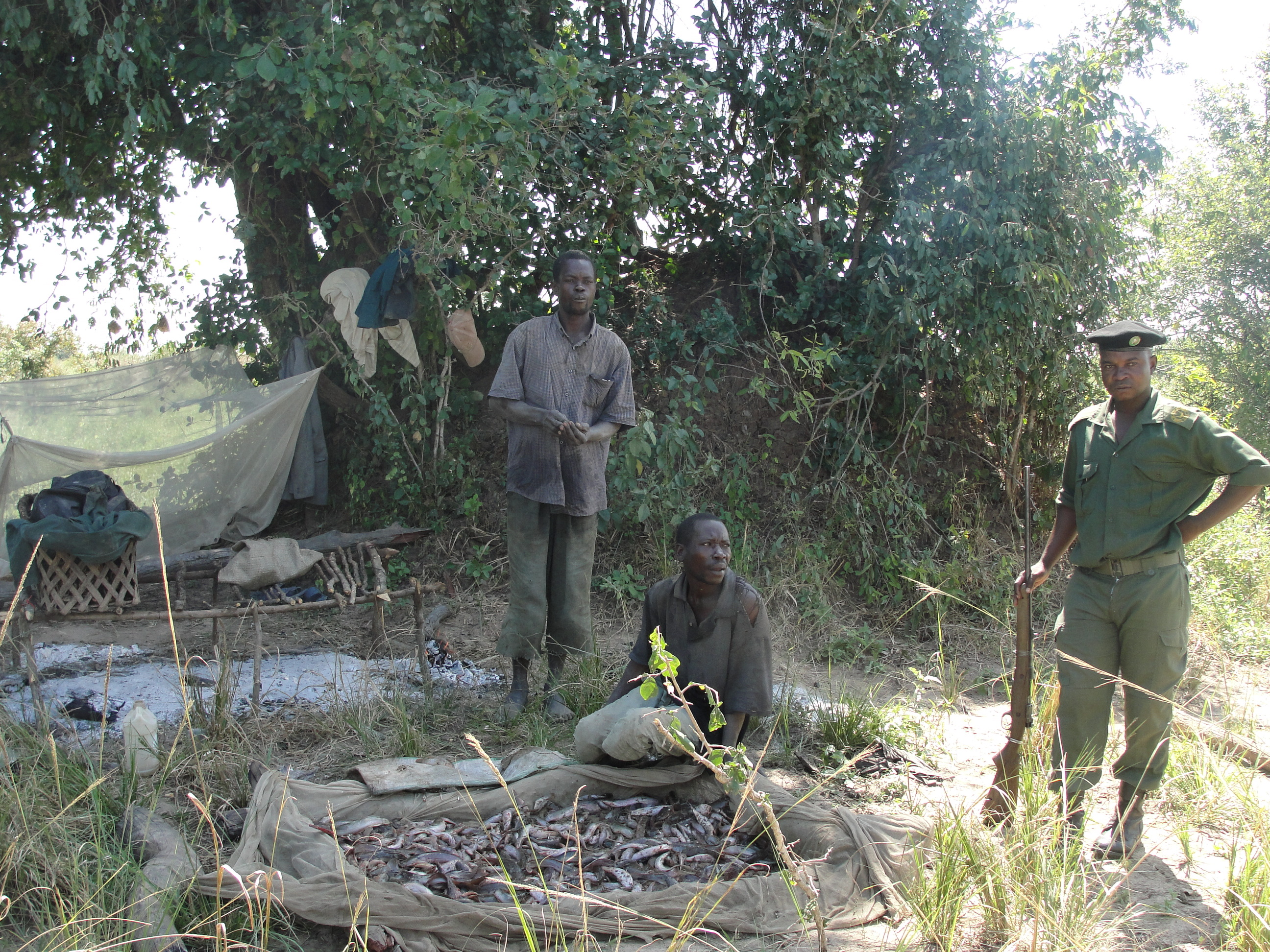
Pescadores clandestinos detidos no Parque Nacional de Luangwa Sul, Zâmbia, 2010.

Relacionam-se a isso outras questões jurídicas e as ameaças aos direitos humanos ligadas à biodiversidade, "já que são inegáveis", nas palavras de Hellen de Barros Franco, "as relações de interdependência existentes entre o direito à vida e o direito ao meio ambiente ecologicamente equilibrado e sustentável, de modo que venha constituir um dos fatores decisivos para garantir a sadia qualidade de vida e dignidade da pessoa humana". Entre essas questões estão o direito dos povos à educação ambiental como forma de construção de cidadania e avanço sociocultural; as desigualdades na distribuição social da riqueza oriunda da natureza; as relações entre dano ambiental e guerras civis, terrorismo e conflitos internacionais; a caça, pesca ou comércio ilegais de espécimes vivos e produtos naturais, especialmente de espécies vulneráveis e ameaçadas e em áreas protegidas; o maior impacto das perdas sobre os mais pobres, as comunidades tradicionais e os povos indígenas que dependem exclusiva ou majoritariamente da natureza; os conflitos pela posse da terra e seus recursos, e os conflitos morais e impactos ecológicos e sociais da corrupção política, da engenharia genética para fins comerciais e da pesquisa científica, médica, farmacêutica e cosmética com animais e plantas — que incluem vivissecção e muitas vezes são redundantes ou têm objetivo irrelevante ou fútil.

### Iniciativas frustradas e controvérsias
A despeito desta importância magna em tantos níveis e de todos os esforços, os resultados práticos, no balanço final, foram paupérrimos, haja vista o agravamento generalizado do declínio. Houve muitas resistências em vários setores da sociedade que não acreditavam na extensão das perdas ou mesmo em sua realidade apesar das amplas evidências científicas, o enfrentamento entre os opostos chegou ao nível da violência, os governos frequentemente não tiveram condições ou mesmo vontade política de implementar mudanças e educar seu povo, interesses econômicos prevaleceram e a situação na verdade piorou muito, como já foi demonstrado.

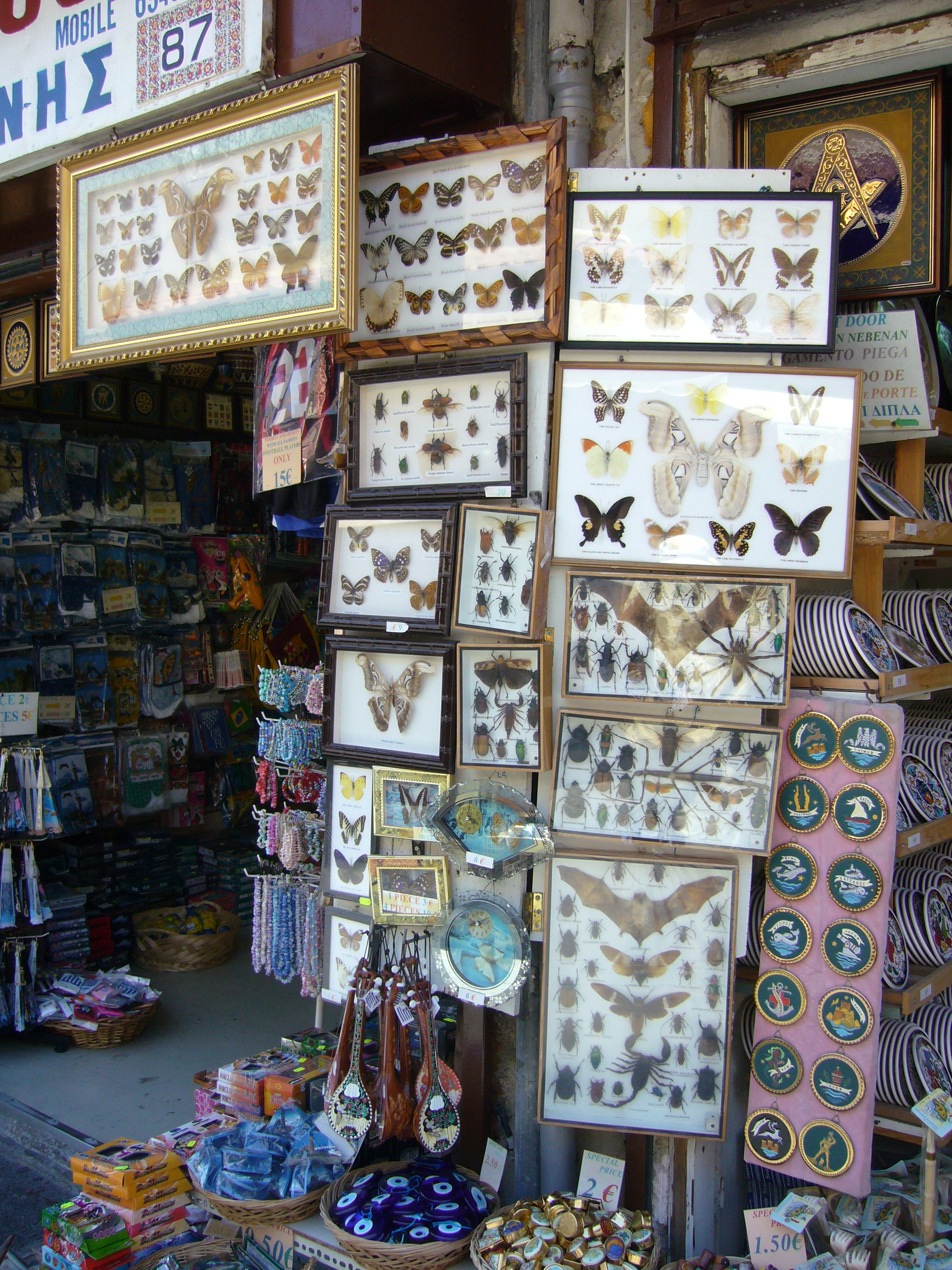
Borboletas e outros animais mortos para fins decorativos, um exemplo dos aspectos culturais ligados ao declínio da biodiversidade.

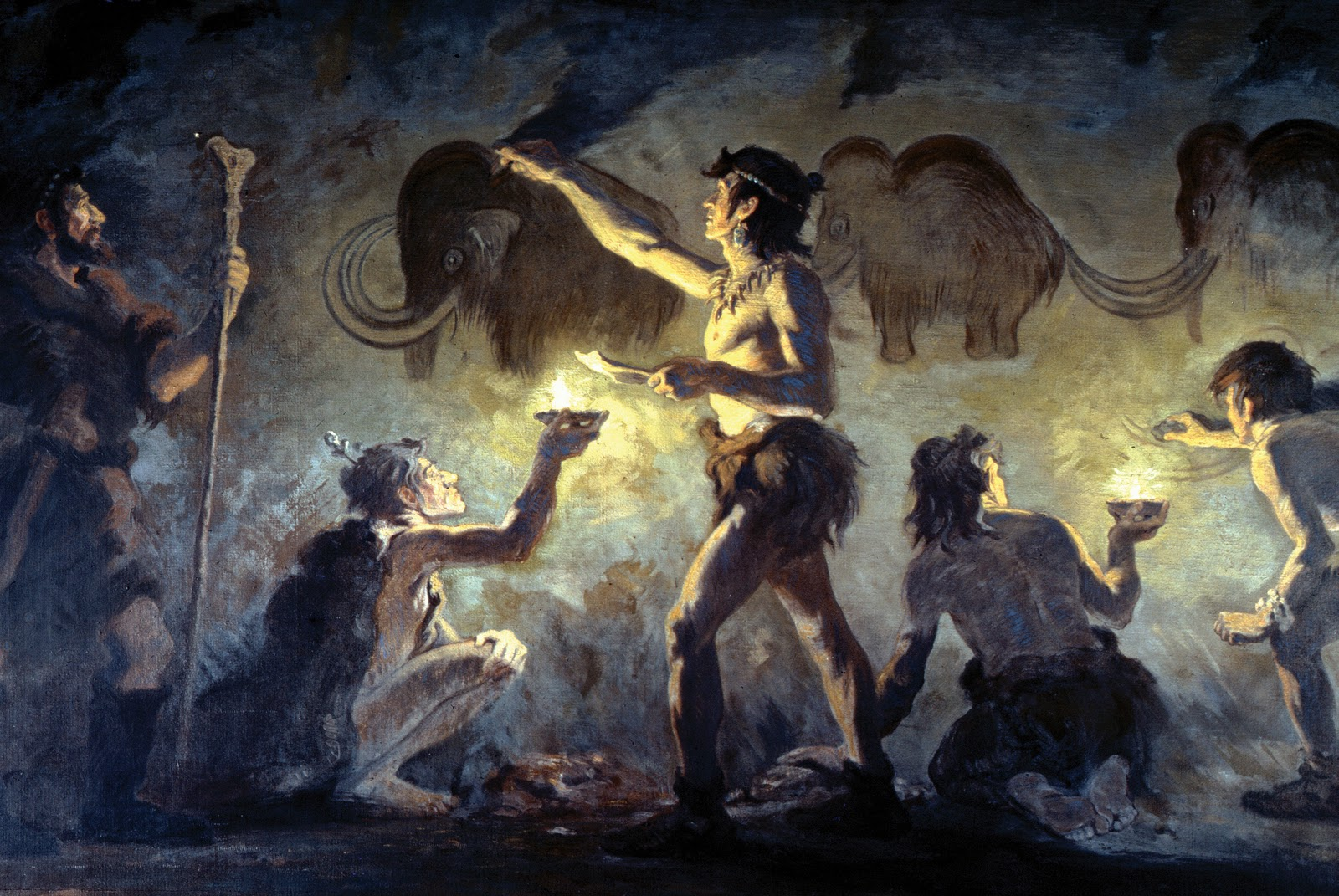
Reconstrução de uma cena pré-histórica, em que homens primitivos pintam animais em uma caverna. A íntima associação simbólica entre o homem e a natureza é tão antiga quanto a humanidade, atestada por muitos registros arqueológicos.

Depois de firmarem vários acordos anteriores pouco eficientes na prática, embora muito valiosos como marcos em uma história, como diagnósticos abrangentes e como modelos ideais de ação, em 2002 os governos do mundo decidiram realizar outro esforço conjunto para conseguir uma significativa redução do declínio até 2010, mas, quando a CB avaliou os resultados, concluiu que, mais uma vez, a meta não somente não foi alcançada, mas que as ameaças à biodiversidade de modo geral se intensificaram.
As raízes deste fracasso são múltiplas, complexas, e não se limitam a aspectos econômicos ou políticos, nem se circunscrevem apenas à questão da biodiversidade. São mais profundas e difusas, às vezes até impalpáveis, e derivam principalmente de uma maneira de o homem pensar, de conceber o progresso, de encarar a vida e a natureza, de entender a si mesmo e suas relações com os outros seres, que, se deu impressionantes resultados em termos de conquistas tecnológicas e industriais, incrementou o consumo e significou nítida melhoria na qualidade de vida para grande parte da população mundial, por outro lado se revelou um modelo paradoxalmente frágil, baseado em perspectivas irreais e imprevidentes de crescimento econômico ilimitado explorando abusivamente recursos naturais que são finitos, e não reconhecendo ou não respeitando o direito dos outros seres à vida, e a uma vida plena. Além disso, este modelo de civilização e de desenvolvimento e esta concepção de progresso, dos quais a humanidade tanto se envaidece ainda hoje, se mostraram ilusórios e contraproducentes em muitos aspectos, pois causaram uma destruição ambiental sem paralelos na história da humanidade e produziram mais pobreza e carências várias para outra vasta parcela da população, refletindo uma série de arraigados preconceitos culturais, sociais, religiosos, de difícil abordagem e transformação ainda mais difícil, que no final foram mais fortes, a despeito da vasta importância simbólica e afetiva da vida selvagem para o homem desde tempos pré-históricos. A importância desses preconceitos e a necessidade de sua rápida transformação já foram amplamente reconhecidas, e, em vista de sua relevância central, um grupo internacional de mais de 500 cientistas está desenvolvendo estudos específicos para enfrentá-los, e para desenvolver uma estratégia integrada para melhor combate aos problemas ambientais.
Também deve ser lembrado que o conhecimento científico sobre a natureza ainda continua incompleto e ainda não tem condições de prever ou avaliar adequadamente todas as possíveis consequências da interação entre todos os elementos constituintes do declínio da biodiversidade mundial, mesmo que mecanismos gerais sejam bem conhecidos. Por fim, a tecnologia disponível hoje também ainda é incapaz de lidar com parte dos efeitos já produzidos. Neste contexto, se torna particularmente importante a prevenção dos possíveis danos à biodiversidade.

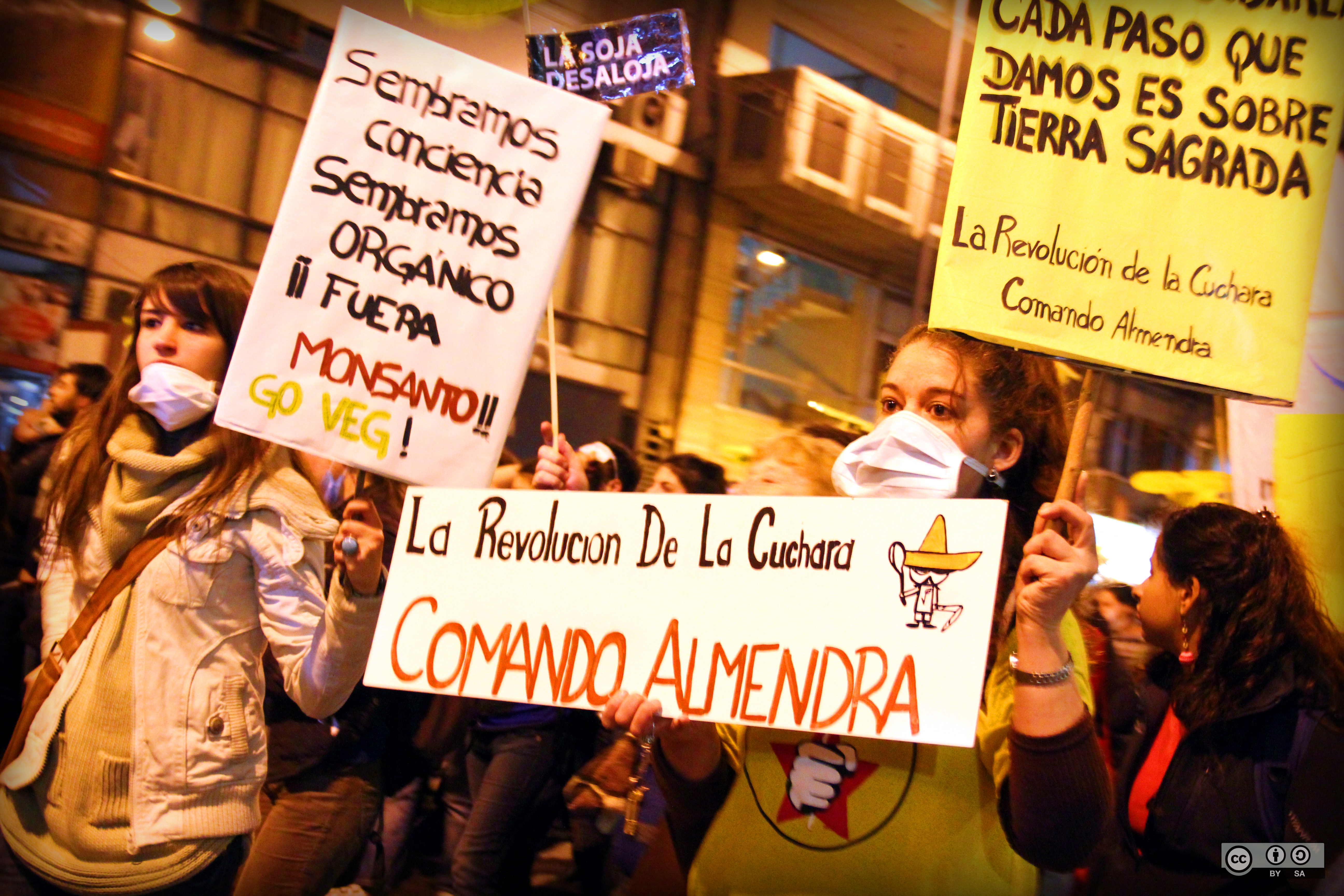
Protesto contra a engenharia genética.

E há mais obstáculos: quando se fala em problemas ambientais é frequente a imprensa divulgar a existência de polêmicas e muitos pontos de vista conflitantes, dando a impressão de que o assunto ainda carece de apoio sólido em fatos, que os ambientalistas são fanáticos fora da realidade, e que a ciência ainda não tem certeza sobre nada, e portanto não há motivo para tantas preocupações. Mas não é verdade, entre os cientistas não há mais dúvidas de que o declínio é real, vasto e perigoso, que sua causa são as atividades humanas, e que ele precisa atenção urgente. Os argumentos que ainda circulam buscando minimizar, relativizar ou negar esses fatos documentados, vem sendo sistematicamente alimentados por uma minoria poderosa, composta de políticos inescrupulosos, pela mídia comprometida e por influentes grupos de pressão, numa mistificação orquestrada em ampla escala no intuito deliberado de confundir o público, denunciada por jornalistas independentes e por cientistas sérios com fartura de evidências. Embora ainda tenham grande poder de influência, tais argumentos são falsos e não merecem nenhum crédito.
Mesmo que a ciência ainda precise avançar muito, já deu provas de trabalhar com consistência. Os principais diagnósticos científicos da atualidade sobre as condições e tendências globais do meio ambiente e os impactos da degradação sobre a sociedade, como a Avaliação do Milênio, o  Global Environment Outlook, o 4º Relatório do IPCC e a própria CB, foram elaborados por equipes compostas por milhares dos melhores especialistas em atividade, foram ratificados e aceitos como o estado da arte por todas as principais organizações e academias científicas do mundo, e não se pode conceber ou admitir autoridade maior do que a desses estudos. E eles, num grande e sólido consenso, dizem que não é só necessário, mas é vital, que se adote medidas vigorosas e imediatas para a prevenção e mitigação dos efeitos dos impactos negativos das atividades humanas sobre o ambiente, e, até onde possível, sua reversão, sob pena de sofrermos consequências severíssimas em nível global num período de tempo relativamente curto, comprometendo também o futuro das próximas gerações.
Neste panorama, se torna paradoxal a atitude do sistema econômico prevalente. Os altíssimos e, em análise pragmática, injustificáveis prejuízos econômicos decorrentes do declínio já foram documentados e reconhecidos pelo Banco Mundial e outras autoridades, assim como sua íntima conexão com outros impactos ambientais antropogênicos que também geram perdas imensas em vários setores, mas a despeito disso constituir uma enorme e crônica sangria nas finanças mundiais que já está ultrapassando os benefícios, ela ainda passa largamente ignorada ou subestimada nas análises de mercado rotineiras e nos planos de desenvolvimento das nações, que se baseiam quase sempre em avaliações imediatistas do valor e quantidade dos produtos produzidos, sem levar em conta os altos desperdícios, os custos ambientais e a influência efetiva que eles têm na vida de todos, homens e outros seres. Este ponto cego da economia contemporânea já foi apontado e esclarecido por vários estudos e é considerado uma das maiores falhas de mercado da história, mas continua a determinar poderosamente a tomada de decisões em todos os níveis.

### Perspectivas

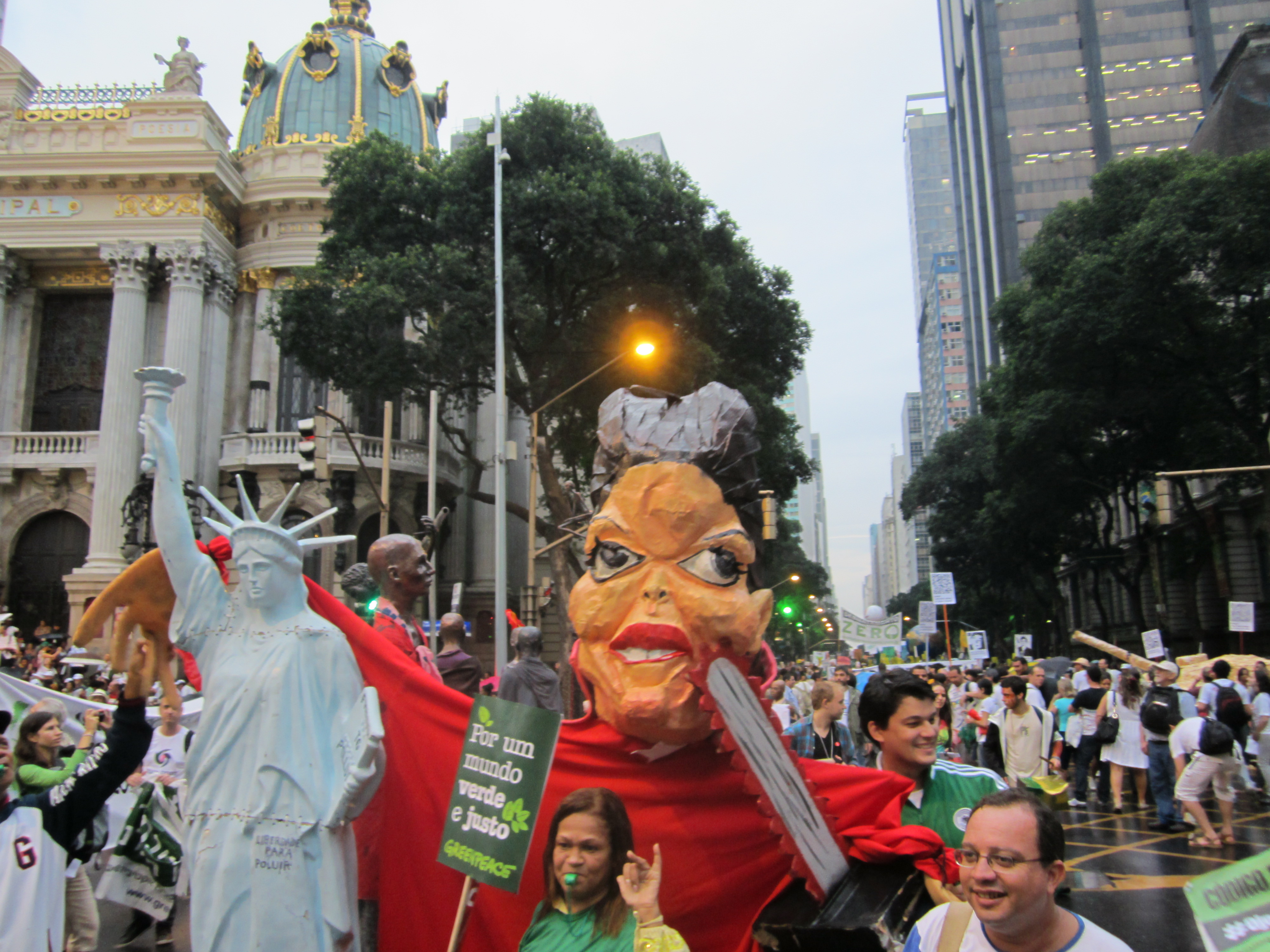
Manifestações de ambientalistas durante a Conferência das Nações Unidas sobre Desenvolvimento Sustentável, ocorrida no Rio de Janeiro em 2012.

Sem dúvida a humanidade ainda tem um árduo caminho pela frente até conseguir reciclar sua forma de vida e consolidar em larga escala um modelo de desenvolvimento sustentável, que possibilite a conservação da biodiversidade em nome do bem da natureza e também do homem. A desinformação da maioria das pessoas, os seus hábitos irredutíveis e seus preconceitos, levando a resistências irracionais em se aceitar as conclusões da ciência e adotar amplamente suas recomendações, a desconexão entre os campos do saber e as incongruências das políticas oficiais, a rotineira subestimação dos serviços ambientais, a falta de diálogo e cooperação mais efetivos entre as nações, a primazia da política e da economia sobre a ciência e os valores humanos, entre outros fatores, continuam atuando muito eficazmente para anular o poder das evidências científicas já acumuladas, que são sólidas e superabundantes, impedindo ou atrasando o progresso dos trabalhos.
Os mesmos cientistas que estão documentando os problemas ambientais e alertam para sua gravidade esclarecem que a insuficiência de dados e meios, a incerteza, não devem ser motivo de desânimo e perplexidade - ainda que a prudência seja fortemente recomendada - nem justificam a procrastinação, pois as lacunas devem ser entendidas como inevitáveis e como balizas úteis do conhecimento e da ação, muito pode ser feito com os recursos disponíveis e com as lições das experiências já realizadas, incluindo as desastrosas, e é preciso começar com o que temos.
Se muito é preciso fazer, se os riscos da inação são tão altos e preocupantes, e se as consequências negativas devem se patentear tão brevemente, como já estão fazendo a olhos vistos com gravidade progressiva, é preciso alavancar as mudanças já e sem hesitação. O Secretariado da CB foi enfático ao analisar as perspectivas de futuro:

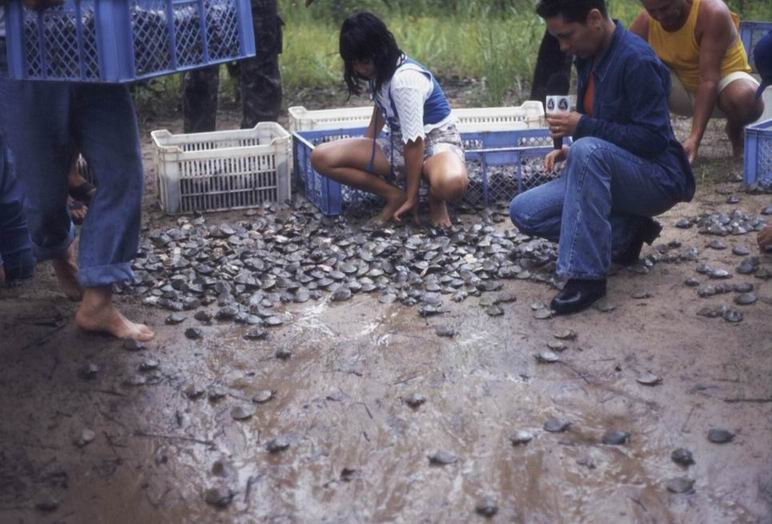
Soltura de filhotes de tartaruga em um programa de reintrodução de exemplares na vida silvestre.

"A maioria dos cenários futuros projeta altos índices contínuos de extinções e perda de habitats ao longo deste século.... Melhores decisões para biodiversidade devem ser tomadas em todos os níveis e em todos os setores, particularmente nos setores econômicos mais importantes, e o governo tem um papel-chave a desempenhar.... Não podemos mais ver a perda contínua de biodiversidade, bem como suas mudanças, como uma questão separada das preocupações centrais da sociedade: combater a pobreza, melhorar a saúde, a prosperidade e a segurança de nossas populações, e lidar com as mudanças climáticas.... As medidas tomadas durante as duas próximas décadas e a direção traçada no âmbito da Convenção sobre a Biodiversidade, determinarão se as condições ambientais relativamente estáveis das quais a civilização humana tem dependido durante os últimos 10 mil anos continuarão para além deste século. Se não formos capazes de aproveitar essa oportunidade, muitos ecossistemas do planeta se transformarão em novos ecossistemas, com novos arranjos sem precedentes, nos quais a capacidade de suprir as necessidades das gerações presentes e futuras é extremamente incerta.... Hoje temos mais alternativas para enfrentar a crise do que tínhamos antes. De ações determinadas para conservar a biodiversidade e usá-la de forma sustentável, advirão ricas recompensas".
"Em 2008-2009 os governos do mundo rapidamente mobilizaram centenas de bilhões de dólares para evitar o colapso do sistema financeiro, cujos fundamentos frágeis pegaram os mercados de surpresa. Agora temos avisos claros dos potenciais limites para os quais estamos empurrando os ecossistemas que moldaram nossas civilizações. Por uma fração do dinheiro reunido com tanta celeridade para evitar o colapso econômico, podemos evitar um problema muito mais grave: o colapso dos sistemas que sustentam a vida na Terra".
Na mesma linha de ideias, o Secretário-geral da ONU, Ban Ki-moon,  declarou:
"As tendências atuais estão nos levando cada vez mais perto de uma série de potenciais pontos de ruptura, que reduziriam de maneira catastrófica a capacidade dos ecossistemas de prestarem esses serviços essenciais. Os pobres, que tendem a depender mais imediatamente deles, sofreriam primeiro e mais severamente. Estão em jogo os principais objetivos delineados nas Metas de Desenvolvimento do Milênio: segurança alimentar, erradicação da pobreza e uma população mais saudável.... A conservação da biodiversidade não pode ser uma reflexão tardia, feita depois que outros objetivos são abordados – ela é o fundamento sobre o qual muitos desses objetivos são construídos. Precisamos de uma nova visão para a diversidade biológica, buscando um planeta saudável e um futuro sustentável para a humanidade".
De fato, a conscientização popular parece crescer, a ONU declarou 2010 como Ano Internacional da Biodiversidade a fim de despertar atenção geral para o assunto, muitas ações e programas já estão em andamento, e outros tantos estão sendo planejados, nas esferas internacionais, nacionais e locais, com resultados promissores em vários aspectos limitados, que precisam ser expandidos generalizadamente.
Contudo, o ritmo do crescimento da população humana ao longo deste século XXI será um fator crítico na evolução do declínio da biodiversidade, mas ainda não há bases seguras para previsões. As estimativas variam muito, entre um máximo de 16 bilhões * de pessoas em 2100, e um regresso a um patamar de 5,5 bilhões, ficando em aberto, pois, uma ampla variedade de cenários possíveis. Mas atitudes preventivas continuam fortemente indicadas, e para mitigar a dramática situação que já se enfrenta, a CB recomenda, entre outras, as seguintes medidas:
- Incrementar a eficiência da matriz energética, do sistema de produção e consumo e do uso dos recursos naturais, evitando os enormes desperdícios em todos os níveis que hoje se verificam.
- Criar incentivos de mercado e evitar a aplicação de recursos em projetos de desenvolvimento não-sustentáveis, preferindo sempre os de baixo impacto ambiental.
- Estabelecer planos de uso dos recursos naturais baseados na conservação da biodiversidade e dos serviços ambientais, buscando uma harmonização das necessidades de desenvolvimento econômico e social às necessidades da natureza, das quais as humanas dependem.
- Garantir que os benefícios do uso dos recursos naturais sejam repartidos equitativamente entre as nações.

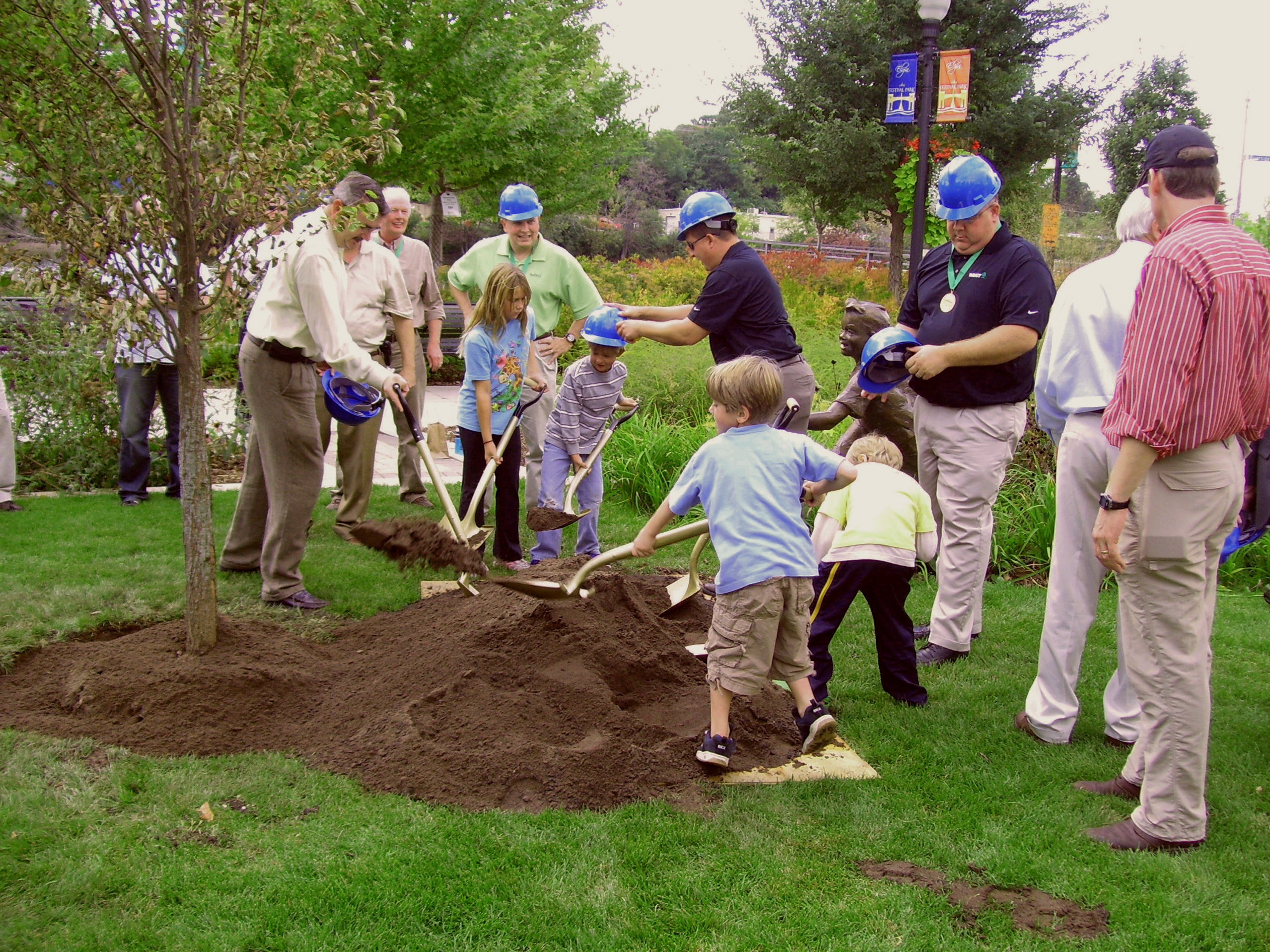
Educação ambiental para crianças em uma área de recomposição florestal em Elgin, nos Estados Unidos.

- Desenvolver um plano de educação das massas em larga escala, fazendo-as reconhecer o valor da biodiversidade e a necessidade de sua preservação, de maneira que se crie uma consciência global renovada, baseada no respeito às outras espécies, e promovendo o entendimento de que os investimentos para prevenir, mitigar ou corrigir os problemas atuais, mesmo que vultosos agora, se tornam pequenos no longo prazo, com benefícios muito maiores.
- Aproveitar na medida do possível os conhecimentos de comunidades tradicionais e povos indígenas, que desde longa data vivem de maneira sustentável.
- Promover uma cooperação internacional e intercomunitária mais dinâmica e efetiva, incluindo a disponibilização de maiores recursos, a capacitação profissional e o incentivo à pesquisa e ao intercâmbio científicos para suprir as enormes lacunas no conhecimento, e adotando medidas rigorosas de prevenção, controle e monitoramento das ameaças.
- Estimular o engajamento de todos os estratos da sociedade e de todas as culturas em uma ação conjunta às esferas oficiais e científicas, já que sem o apoio das pessoas as medidas oficiais não terão efeito duradouro, realidade da qual a História já deu amplo testemunho, e considerando que a acumulação de pequenas atitudes cotidianas multiplicadas entre os bilhões de habitantes do planeta produzirá benefícios imponentes.

Outras fontes destacam como ações desejáveis:
- Fortalecimento e expansão do sistema global de áreas protegidas, concentrando-se nas regiões com ameaças mais críticas e nos mares.
- Adoção de uma dieta com menos carne e incentivo à agricultura.
- Redução geral nos níveis de consumo, especialmente evitando supérfluos.
- Priorizar a ajuda aos países mais pobres no combate internacional às causas do declínio.
- Incentivo à formação de lideranças comunitárias e à participação das mulheres.
- Criação de mais corredores ecológicos para ligar áreas protegidas.
- Recomposição de ambientes degradados.
- Controle do crescimento da população humana, incluindo planejamento familiar, educação sexual e apoio a métodos contraceptivos, conciliando-os ao respeito aos direitos humanos.